# باشگاه فوتبال بارسلونا
باشگاه فوتبال بارسلونا (به کاتالان: Futbol Club Barcelona) (تلفظ کاتالان: [fubˈbɔl ˈklub bəɾsəˈlonə] ())، که بیشتر با نام بارسلونا یا به صورت مخفف بارسا ([ˈbaɾsə]) شناخته می‌شود، یک باشگاه فوتبال حرفه‌ای اسپانیایی است که در شهر بارسلون از منطقهٔ کاتالونیا اسپانیا قرار دارد.
بارسلونا باشگاهی ورزشی- اجتماعی با هزاران عضو بوده که تیم فوتبال بارسلونا بخشی از آن است. تیم این باشگاه در لا لیگا بازی می‌کند و جزو سه تیمی است که هرگز به دستهٔ پایین‌تر سقوط نکرده است.
لیونل مسی با ۷۷۸ بازی و ۶۷۲ گل، رکورددار بیشترین بازی و بیشترین گل برای بارسلونا است.
این باشگاه در سال ۱۸۹۹ توسط عده‌ای بازیکن فوتبال سوئیسی، انگلیسی و اسپانیایی، به رهبری خوان گمپر تأسیس شد. بارسا به نوعی، نهادی برای ترویج فرهنگ کاتالان و کاتالانیسم است و از این رو عبارت «فراتر از یک باشگاه» (به کاتالان: Més que un club) را به عنوان شعار خود انتخاب کرده است. سرود رسمی باشگاه، اثر جوزپ ماریا اسپیناس است که سرود باشگاه بارسلونا (به کاتالان: El Cant del Barça) نام دارد.
برخلاف بسیاری از تیم‌های جهان این باشگاه توسط هوادارانش اداره می‌شود. باشگاه بارسلونا با درآمد ۳۶۶ میلیون یورو در سال، دومین باشگاه ثروتمند جهان است. این باشگاه رقابت دیرینه‌ای با رئال مادرید دارد و به مسابقه‌ای که بین این دو تیم برگزار می‌شود اصطلاحاً ال کلاسیکو گفته می‌شود. نیوکمپ با گنجایش ۹۹٫۳۵۴ تماشاگر، ورزشگاه خانگی بارسلونا و بزرگ‌ترین استادیوم اروپا است. حدود ۲۵٬۷٪ مردم اسپانیا طرفدار بارسلونا هستند.
باشگاه فوتبال بارسلونا با کسب ۱۰۲ قهرمانی رسمی، یکی از پرافتخارترین باشگاه‌های تاریخ فوتبال به‌شمار می‌رود. این باشگاه با ۲۸ عنوان قهرمانی در لا لیگا، ۳۲ قهرمانی در کوپا دل ری، ۱۵ قهرمانی در سوپر جام اسپانیا، ۳ قهرمانی در کوپا اوا دیورته و ۲ قهرمانی در کوپا دی لا لیگا، یکی از پرافتخارترین تیم‌های اسپانیا است. افتخارات بین‌المللی بارسلونا شامل ۵ قهرمانی در لیگ قهرمانان، ۵ قهرمانی در سوپر جام اروپا، ۴ قهرمانی در جام در جام اروپا، ۳ قهرمانی در جام باشگاه‌های جهان، ۳ قهرمانی در اینتر-سیتیز فیرز کاپ و ۲ قهرمانی در جام لاتین می‌شود. بارسلونا را می‌توان یکی از موفق‌ترین تیم‌های حاضر در اروپا دانست. در سال ۲۰۰۹، بارسلونا به عنوان اولین باشگاه اسپانیایی موفق شد سه‌گانه لا لیگا، کوپا دل ری و لیگ قهرمانان اروپا را به دست آورد و در همان سال نخستین باشگاه تاریخ فوتبال لقب گرفت که توانسته است شش‌گانه جام‌ها را فتح کند. باشگاه فوتبال بایرن مونیخ نیز در سال ۲۰۲۱ موفق به کسب شش‌گانه شد تا در کنار بارسلونا، تنها باشگاه‌های تاریخ فوتبال باشند که به این افتخار دست پیدا کرده‌اند.
همان‌گونه که از شعار باشگاه «فراتر از یک باشگاه» بر می‌آید، این باشگاه تنها به فوتبال محدود نبوده و برخلاف باشگاه‌های ورزشی شمال آمریکا به ورزش‌های دیگر و حتی به ایفای نقشی فرهنگی نیز می‌پردازد. باشگاه ورزشی بارسلونا علاوه بر فوتبال، ۱۴ رشته ورزشی دیگر را نیز پوشش می‌دهد که چهار رشته آن؛ شامل بسکتبال، فوتسال، هندبال و اسکیت هاکی، از تیم‌های حرفه‌ای به حساب می‌آیند. باشگاه فوتبال بارسلونا نقشی تاریخی به عنوان یک نماد ملی‌گرایی کاتالان‌ها بازی کرده است. به‌عنوان مثال در زمان دیکتاتوری فاشیستی ژنرال ریورا که به مقابله با ملی‌گرایی کاتالان‌ها پرداخته بود، ممنوعیتی شش‌ماهه بر این باشگاه تحمیل و سپس عنوان باشگاه تغییر داده شد. با این همه، باشگاه بارسلونا، نمادی برای هویت منطقه‌ای و مطالبه ارزش‌های دموکراتیک کاتالان‌ها شد. باشگاه، نام اولیه‌اش را تنها پس از مرگ ژنرال فرانکو در سال ۱۹۷۵ به‌دست‌آورد.

## تاریخچه

### تأسیس باشگاه فوتبال بارسلونا (۱۹۲۲–۱۸۹۹)

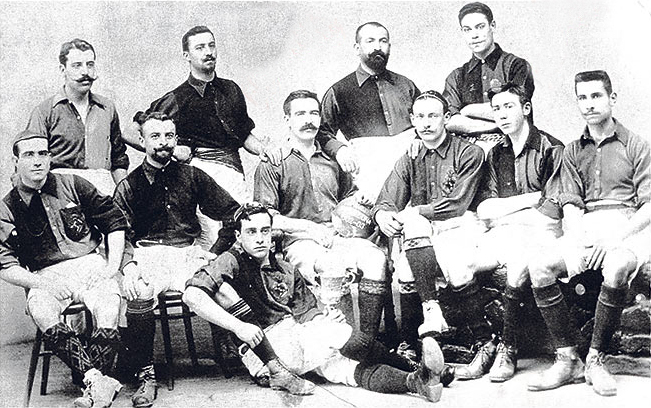
اعضای تیم در سال ۱۹۰۳

در ۲۲ اکتبر سال ۱۸۹۹ میلادی، هانس گمپر تمایل خود را به صورت آگهی در روزنامه لوس دپورتس برای تأسیس باشگاه فوتبال اعلام کرد. در ۲۹ نوامبر همان سال در جلسهٔ خیمناسیو سوله نتایج مثبتی حاصل شد و در نهایت یازده بازیکن شامل واتر وایلد، لوئیس دی اوسو، بارتومئو ترادس، اوتو کونزله، اوته مه یر، انریک دوکال، پره کبوت، کارلس پوجول، جوزپ لوبت، جانپارسونز و ویلیام پارسونز جذب شدند و باشگاه فوتبال بارسلونا متولد شد. بارسلونا شروع موفقیت‌آمیزی در مسابقات ملی و منطقه‌ای نظیر مسابقات فوتبال کاتالونیا و کوپا دل ری داشت. در ۱۹۰۲ میلادی باشگاه اولین جام خود، کوپا ماکایا را بالای سر برد و نیز در همان سال در فینال اولین دوره کوپا دل ری به مصاف بیزکایا رفت که ۱ – ۲ مغلوب شد. در ۱۹۰۸ میلادی، درحالی که باشگاه در شرایط مالی سختی قرار داشت و جز قهرمانی در مسابقات فوتبال کاتالونیا در ۱۹۰۵ میلادی تا آن زمان نتوانسته بود پیروزی دیگری به دست آورد، خوان گمپر به عنوان ریاست باشگاه برگزیده شد. گمپر در ۵ دوره متفاوت، در بین سال‌های ۱۹۰۸ تا ۱۹۲۵، ریاست باشگاه را بر عهده داشت، و مجموعاً حدود ۲۵ سال را در خدمت باشگاه گذراند. از مهم‌ترین دستاوردهای وی می‌توان کمک به بارسا برای به دست آوردن ورزشگاه اختصاصی را خاطر نشان کرد.
در ۱۴ مارس ۱۹۰۹ میلادی، بارسلونا به ورزشگاه اینداستریا که بزرگتر بود و ۸٬۰۰۰ نفر گنجایش داشت، نقل مکان کرد. از ۱۹۱۰ تا ۱۹۱۴ میلادی، بارسلونا در جام پیرنه شرکت کرد و به عنوان بهترین تیم لانگیدوک، میدی، ناحیه آکیتن، باسک و کاتالونیا انتخاب شد. در آن زمان شرکت کردن در این رقابت‌های آزاد برای تیم بسیار مفید بود. در همین دوره زبان رسمی باشگاه از کاستیلن به کاتالونیایی تغییر کرد و تیم به‌تدریج به یکی از نمادهای مهم کاتالونیا تبدیل شد، تاجایی که برای بسیاری از طرفداران، حمایت از تیم بیشتر به واسطهٔ جایگاه اجتماعی آن و نه بازی خود تیم اهمیت داشت.
گمپر، جک گرینول را به عنوان اولین مربی تمام وقت بارسلونا انتخاب کرد. وی همچنین تلاش‌هایی برای افزایش تعداد اعضای باشگاه انجام داد، به‌طوری‌که در سال ۱۹۲۲ میلادی، تعداد اعضای باشگاه به بیش از ۲۰٬۰۰۰ نفر افزایش یافت. این افزایش اعضا به لحاظ مالی تیم را قادر به تهیه ورزشگاه جدید ساخت. در نهایت باشگاه به ورزشگاه لس کورتس که در همان سال افتتاح شده بود، نقل مکان کرد. ورزشگاه جدید ۲۲٬۰۰۰ نفر گنجایش داشت که بعدها به ۶۰٬۰۰۰ نفر هم رسید. در دوران گمپر، تیم فوتبال بارسلونا موفق شد یازده بار مسابقات فوتبال کاتالونیا، شش بار کوپا دل ری و چهار بار کوپا دی پیرنه را فتح کرده و نخستین «عصر طلایی» خود را تجربه کند.

### ریورا، جمهوری‌خواهی و جنگ داخلی (۱۹۵۷–۱۹۲۳)

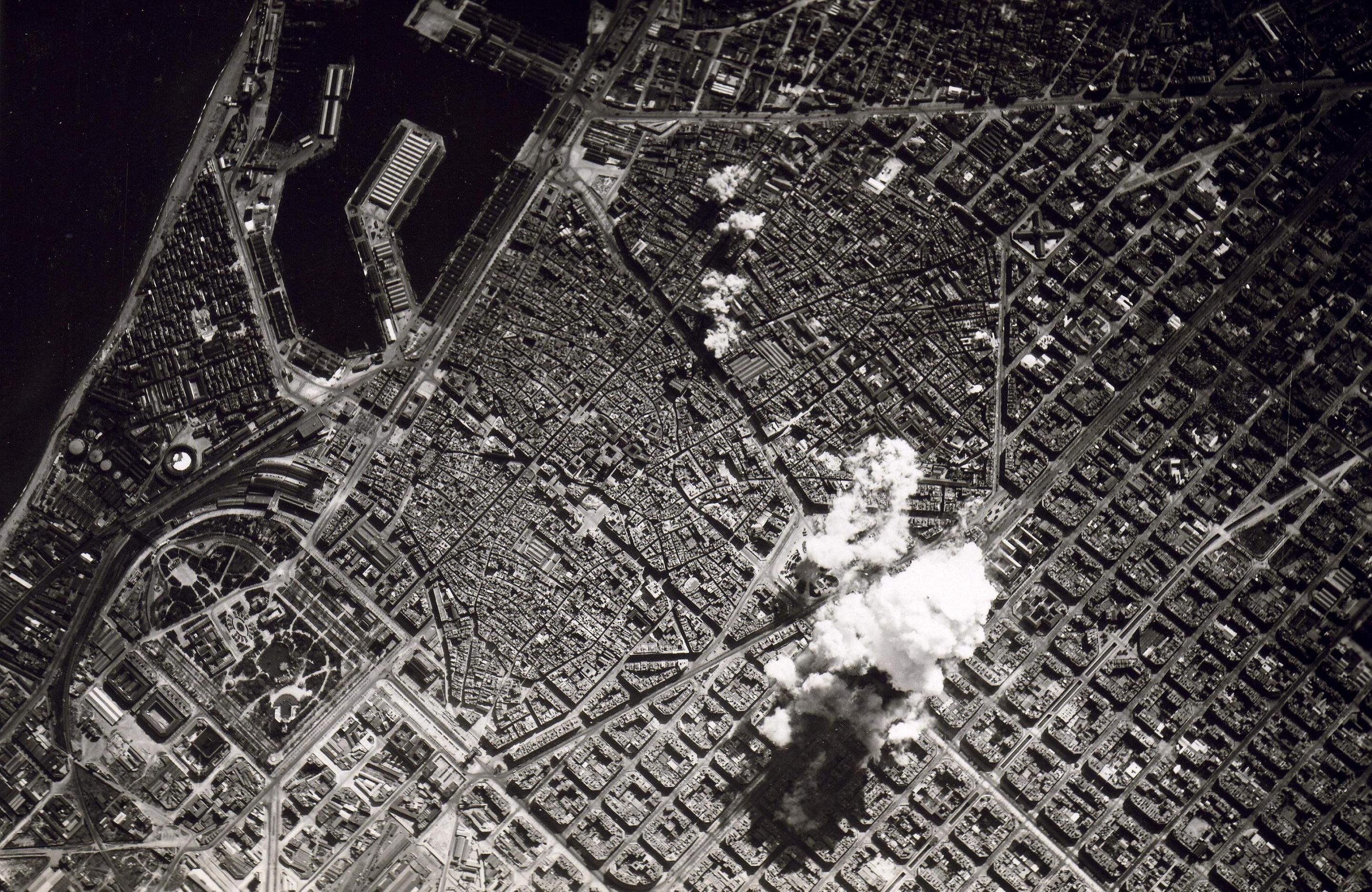
بمباران هوایی بارسلون در ۱۹۳۸

در ۱۴ ژوئن ۱۹۲۵، جمعیت حاضر در یکی از مسابقه در حرکتی خودجوش برای اعتراض به دیکتاتوری میگوئل پریمو ده ریورا سرود ملی را هو کردند که در پی آن حکومت در واکنش به این عمل ورزشگاه را شش ماه تعطیل کرد و گمپر نیز مجبور به کناره‌گیری از ریاست باشگاه شد. هم‌زمان با حرکت باشگاه‌ها به سوی حرفه‌ای شدن، مدیران بارسلونا نیز در ۱۹۲۶ اولین گام را در این مسیر نهادند. در ۱۹۲۸، بارسلونا پیروز جام اسپانیا شد، در مراسم اهدای جام ترانهٔ اودا اِ پلاکتو از رافائا آلبرتی یکی از اعضای اصلی گروه «نسل ۲۷» در وصف عملکرد قهرمانانه دروازه‌بان بارسا خوانده شد. در ۳۰ ژوئیه ۱۹۳۰، بنیان‌گذار باشگاه، خوان گمپر، بعد از دوره‌ای افسردگی به واسطهٔ مشکلات شخصی و اقتصادی اقدام به خودکشی کرد.
اگرچه بارسلونا با بازیکن سرشناسی چون جوزپ اسکولا به کار خود ادامه می‌داد، باشگاه به دلیل کشمکش‌های سیاسی که جامعه ورزشی را به کلی تحت شعاع قرار داده بود، وارد دوره‌ای از افت شد. باوجود کسب قهرمانی در سال‌های ۱۹۳۰، ۱۹۳۱، ۱۹۳۲، ۱۹۳۴، ۱۹۳۶ و ۱۹۳۸ در مسابقات کاتالونیا، بارسلونا هیچ موفقیتی در سطح ملی (بجز عنوان بحث‌برانگیز ۱۹۳۷) به دست نیاورده بود. یک ماه پس از شروع جنگ داخلی اسپانیا در سال ۱۹۳۶، برخی از بازیکنان بارسلونا و اتلتیک بیلبائو داوطلب خدمت سربازی در جمع افرادی شدند که در مقابل شورشیان نظامی می‌جنگیدند. در ۶ اکتبر همین سال جوزپ سانیول، مدیر باشگاه و از اعضای حامی حزب سیاسی استقلال طلب، توسط سربازان فالانژ در نزدیکی گواداراما به قتل رسید. در تابستان ۱۹۳۷، تیم به اردوی مکزیک و ایالات متحده رفت. این اردو اگرچه به لحاظ مالی باشگاه را در امان نگه می‌داشت، اما نیمی از تیم به دنبال پناهندگی در کشورهای فرانسه و مکزیک بودند. در ۱۶ مارس ۱۹۳۸، بارسلونا مورد بمباران هوایی قرار گرفت که به کشته شدن ۳۰۰۰ تن انجامید و دفتر باشگاه نیز از این بمباران در امان نماند. کاتالونیا چند ماه بعد به تصرف درآمد. باشگاه به نماد نافرمانی کاتالانیسم تبدیل شد و در پی محدودیت‌های ایجاد شده اعضای آن به ۳٬۴۸۶ نفر کاهش یافت. پس از جنگ داخلی، پرچم کاتالونیا ممنوع اعلام شد و تیم‌ها از استفاده از نام‌های غیر اسپانیایی نیز منع شدند. این اقدام باشگاه را مجبور به تغییر نام به (به اسپانیایی: Club de Fútbol Barcelona) و حذف پرچم کاتالونیا از لباس تیم کرد.
در ۱۹۴۳، بارسلونا در نیمه نهایی مسابقات کوپا دل جنرالیسمه به مصاف رئال مادرید رفت. دیدار رفت دو تیم در لس کورتس با نتیجه ۳–۰ به نفع بارسلونا پایان یافت. علی‌رغم فشارهای سیاسی آن زمان، بارسلونا در ده ۱۹۴۰ و ۱۹۵۰ توانست موفقیت‌های قابل توجهی را کسب کند. بارسا با مربیگری جوزپ سامیتیر و بازیکنانی چون سزار، آنتونی رامالتس و خوان ولاسکو در سال ۱۹۲۹ توانست برای اولین بار قهرمان لا لیگا شود. این عنوان را توانست در سال‌های ۱۹۴۸ و ۱۹۴۹ نیز به دست آورد. همچنین در سال ۱۹۴۹ توانست برای اولین بار کوپا لاتین را فتح کند. در ژوئن ۱۹۵۰ باشگاه قرار دادی با لادیسلائو کوبالا بست، او یکی از افراد اثرگذار در بارسلونا بود.
در یکشنبه بارانی سال ۱۹۵۱، انبوهی از جمعیت پس از پیروزی ۲–۱ در برابر سانتاندر، ورزشگاه لس کورتس را بدون استفاده از تراموا ترک کردند که شگفتی مسئولین حکومتی را برانگیخت. در آن زمان در بارسلون کارکنان تراموا اعتصاب کرده بودند و این حمایت از جانب طرفداران بارسلون از حرکت آنان صورت گرفت. رویدادهایی از این قبیل چهره‌ای متفاوت از باشگاه یا تعلق آن به فراتر از کاتالونیا را نشان می‌داد. بسیاری در اسپانیا باشگاه را مدافع حقوق بشر و آزادی می‌دانستند.
بارسلونا توانست با مربیگری فردیناند دائوییک و بازی لادیسلائو کوبالا در سال ۱۹۵۲ پنج عنوان قهرمانی مختلف شامل لا لیگا، کوپا دل جنرالیسمه (یا همان کوپا دل ری)، کوپا لاتین و کوپا اوا دوارته و کوپا مارتینی روسی را بالای سر ببرد. همچنین در ۱۹۵۳ نیز توانست مجدداً لا لیگا و کوپا دل جنرالیسمه را فتح کند.

### باشگاه فوتبال بارسلونا (۱۹۷۸–۱۹۵۷)

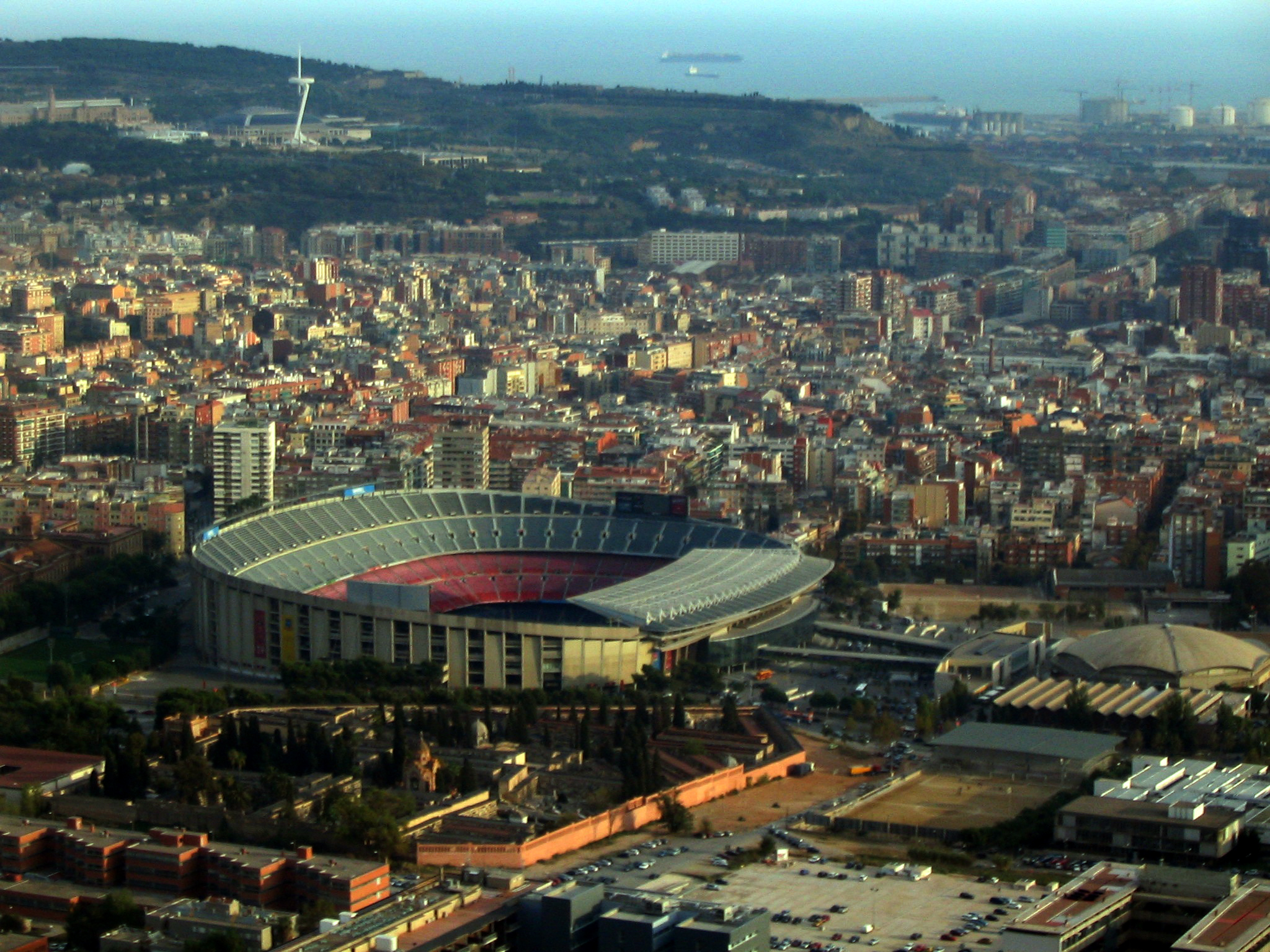
ورزشگاه باشگاه بارسلونا، نیوکمپ که با حمایت‌های مالی هواداران در سال ۱۹۵۷ ساخته شد.

بارسلونا با مربیگری هلنیو هررا و لوییز سوارز جوان (بازیکن سال فوتبال اروپا در ۱۹۶۰) و دو بازیکن مجارستانی به توصیه کوبالا با نام‌های ساندور کوچیس و زولتان زیبور توانست دو عنوان ملی دیگر در سال ۱۹۵۹ و لا لیگا و جام بین شهری را در ۱۹۶۰ کسب کند. در ۱۹۶۱ بارسلونا اولین باشگاهی بود که توانست رئال مادرید را در رقابت‌های لیگ قهرمانان اروپا شکست دهد، اما در فینال با نتیجه ۳–۲ مغلوب بنفیکا شد.
کار ساخت ورزشگاه نیوکمپ در سال ۱۹۵۷ به پایان رسید و این بدین معنا بود که باشگاه مقداری پول برای خرید بازیکنان جدید داشت. دهه ۱۹۶۰ موفقیت‌های کمتری برای باشگاه به همراه داشت و لا لیگا کاملاً در دست رئال مادرید بود. از جنبه‌های مثبت دهه شصت می‌توان به ظهور بازیکنانی چون جوزپ فوسته و کارلس رکساچ و پیروزی باشگاه در کوپا دل جنرالیسمه در ۱۹۶۳ و جام بین شهری در ۱۹۶۶ اشاره کرد. همچنین بارسلونا توانست رئال مادرید را در فینال کوپا دل جنرالیسمه در ورزشگاه برنابئو در حالی که فرانکو بازی را تماشا می‌کرد، شکست دهد و بخشی از اقتدار سابق خود را به نمایش بگذارد. با پایان یافتن دوره دیکتاتوری فرانکو در ۱۹۷۴، نام باشگاه به نام اصلیش تغییر کرد، طراحی تاج آن به شکل اولیه‌اش برگردانده شد و دوباره حروف اصلیش را به دست آورد.
فصل ۱۹۷۳–۱۹۷۴ شاهد حضور یوهان کرایف بود که برای ثبت یک رکورد جهانی به مبلغ ۹۲۰ هزار پوند از آژاکس خریداری شد. یوهان کرایف در مصاحبه‌ای با یکی از خبرگزاری‌های اروپا گفت: «من بارسلونا را به رئال مادرید ترجیح دادم زیرا نمی‌توانم برای تیمی بازی کنم که با فرانکو ارتباط دارد». و این مصاحبه خیلی سریع او را به چهره محبوب هواداران بارسا تبدیل کرد و زمانی که وی نام فرزندش را یوردی، یک نام محلی کاتالانی گذاشت، بر میزان این محبوبیت افزوده شد. یوهان کرایف به همراه بازیکنان خوب دیگری چون خوان مانوئل آسنسی، کارلس رکساچ و هوگو سوتیل به باشگاه کمک کردند تا بتواند بعد از دهه ۱۹۶۰ با شکست ۵–۰ رئال مادرید در سال ۱۹۷۴ قهرمان لا لیگا شود. یوهان کرایف در ۱۹۷۳ در اولین دوره حضورش در بارسا به عنوان بهترین بازیکن سال اروپا برای بار دوم انتخاب شد، او در سال ۱۹۷۱، زمانی که برای آژاکس بازی می‌کرد توانسته بود این عنوان برای اولین بار کسب کند، همچنین برای بار سوم در سال ۱۹۷۴ درحالی که همچنان برای بارسلونا بازی می‌کرد مجدداً این عنوان را تصاحب کرد.

### نونیز و ثبات در مدیریت (۲۰۰۰–۱۹۷۸)
در سال ۱۹۷۸ جوزپ لوییس نونیز در انتخاباتی توسط اعضای باشگاه به عنوان مدیر جدید انتخاب شد. این تصمیم بسیار نزدیک و متصل به‌گذار اسپانیا در مسیر دموکراسی و پایان یافتن دیکتاتوری فرانکو در سال ۱۹۷۴ بود. هدف اصلی نونیز ارتقاء دادن بارسا به سطح یک باشگاه جهانی از طریق ثبات بخشیدن به آن در زمین و خارج از آن بود. وی به توصیه کرایف، آکادمی جوانان بارسلونا، لا ماسیا را در ۲۰ اکتبر ۱۹۷۹ تأسیس کرد. دوره ریاست او ۲۲ سال به طول انجامید و بر بارسلونا تأثیر بسزایی گذاشت. از زمان نونیز سیاست‌های سختگیرانه‌ای برای دستمزد و نظم و انضباط به جا مانده است.
در ۱۶ مه ۱۹۷۹ بارسلونا با شکست ۴–۳ فورتونا دوسلدورف در مقابل بیش از ۳۰٬۰۰۰ طرفدار بارسلونایی که برای دیدن بازی به بازل سوئیس آمده بودند، توانست برای اولین بار جام در جام اروپا فتح کند. در ۱۹۸۲ مارادونا با قراردادی به مبلغ ۵ میلیون پوند از بوکا جونیورز خریده شد و دهمین رکورد جهان از حیث مبلغ قرار داد رقم خورد. در پایان فصل ۱۹۸۳–۱۹۸۲ بارسلونا توانست با مربیگری منوتی، رئال مادرید را شکست دهد و قهرمان کوپا دل ری شود. حضور مارادونا در بارسا دیری نپایید و او بارسلونا را برای پیوستن به ناپولی ترک کرد. در آغاز فصل ۱۹۸۵–۱۹۸۴ تری وینابلز به عنوان مربی انتخاب شد و توانست لا لیگا را با هافبک برجستهٔ آلمانی، برند شوستر فتح کند. در فصل بعدی او تیم را به مرحله فینال جام باشگاه‌های اروپا برد که در ضربات پنالتی بارسا مغلوب استوا بخارست شد و عنوان نایب قهرمانی را کسب کرد.
پس از جام جهانی فوتبال ۱۹۸۶ باشگاه گری لینکر آقای گل آن رقابت‌ها را از باشگاه اورتون خرید و با دروازه‌بان آندونی زوبیزارتا قرار دادی طولانی بست. اما تیم در حالی که شوستر در محرومیت به سر می‌برد نتوانست موفقیت‌های زیادی کسب کند. وینابلز در آغاز فصل ۱۹۸۸–۱۹۸۷ از بارسا اخراج و لوییس آراگونز جانشین او شد. تمرد بازیکنان از نونیز در رویدادی که به هسپریا موتینی شهرت دارد در همین فصل رخ داد و این فصل با پیروزی ۱–۰ در مقابل رئال سوسیداد در فینال کوپا دل ری به پایان رسید.

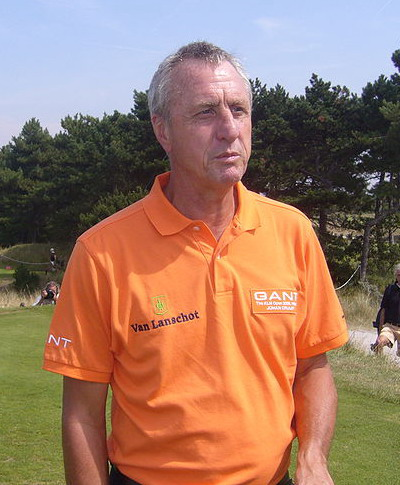
یوهان کرایف برنده چهار عنوان قهرمانی لا لیگا با بارسلونا در سمت مربی

در سال ۱۹۸۸ کرایف به عنوان سرمربی به باشگاه بازگشت و به زبان ساده‌تر یک تیم رؤیایی جمع کرد. در حالی که باشگاه با ستاره‌های بین‌المللی چون روماریو، رونالد کومان، میشل لادروپ و هریستو استویچکوف قرار داد داشت، او ترکیبی از بازیکنان اسپانیایی چون خوزه ماری باکرو، جوزپ گواردیولا و تکسیکی بگیریستین را به زمین می‌برد. بارسا زیر نظر یوهان کرایف توانست چهار عنوان قهرمانی لا لیگا را بین سال‌های ۱۹۹۱ تا ۱۹۹۴ پی در پی کسب کند. در رقابت‌های اروپایی نیز با شکست سمپدوریا در فینال جام در جام اروپا ۱۹۸۹ و لیگ قهرمانان اروپا ۱۹۹۲ هر دو عنوان قهرمانی را به دست آورد. همچنین بارسا کوپا دل ری در سال ۱۹۹۰، سوپر جام اروپا در سال ۱۹۹۲ و سه سوپر جام اسپانیا را نیز ازآن خود کرد. یوهان کرایف با ۱۱ عنوان قهرمانی، موفق‌ترین مربی باشگاه تا به امروز بوده و با ۸ سال مربیگری پی در پی بیشترین مدت باقی‌ماندن در سمت مربیگری باشگاه را داراست. بخت یوهان کرایف در فینال دو فصل آخر مربیگریش برگشت و کسب نتایج ضعیف اسباب اخراج او توسط نونیز را فراهم کرد.
بابی رابسون جایگزین کرایف شد و تنها در فصل ۱۹۹۷–۱۹۹۶ در این سمت باقی‌ماند. او رونالدو را از پی‌اس‌وی خرید و توانست سه جام کوپا دل ری، سوپر جام اسپانیا و جام در جام اروپا را برای باشگاه به ارمغان آورد. حضور رابسون تنها یک راه حل کوتاه مدت بود تا لوئیس فن خال بتواند به باشگاه بپیوندد. رونالدو نیز چون مارادونا برای مدت کوتاهی در باشگاه ماند و سپس به اینتر میلان پیوست. به هرشکل ستارگان تازه‌ای چون لوییس فیگو، پاتریک کلایورت، لوییز انریکه و ریوالدو در باشگاه ظاهر شدند و بارسا هر دو جام کوپا دل ری و لا لیگا را در سال ۱۹۹۸ بالای سر برد. در ۱۹۹۹ ریوالدو به عنوان چهارمین بازیکن بارسلونا توانست عنوان بهترین بازیکن فوتبال سال اروپا را کسب کند. علی‌رغم تمام این موفقیت‌ها داخلی، عدم پیروزی بارسا در فینال لا لیگا ۲۰۰۰ که سبب قهرمانی رئال مادرید شد، استعفای نونیز و فن خال را در پی داشت.

### رفتن نونیز و آمدن لاپورتا (۲۰۱۰–۲۰۰۰)

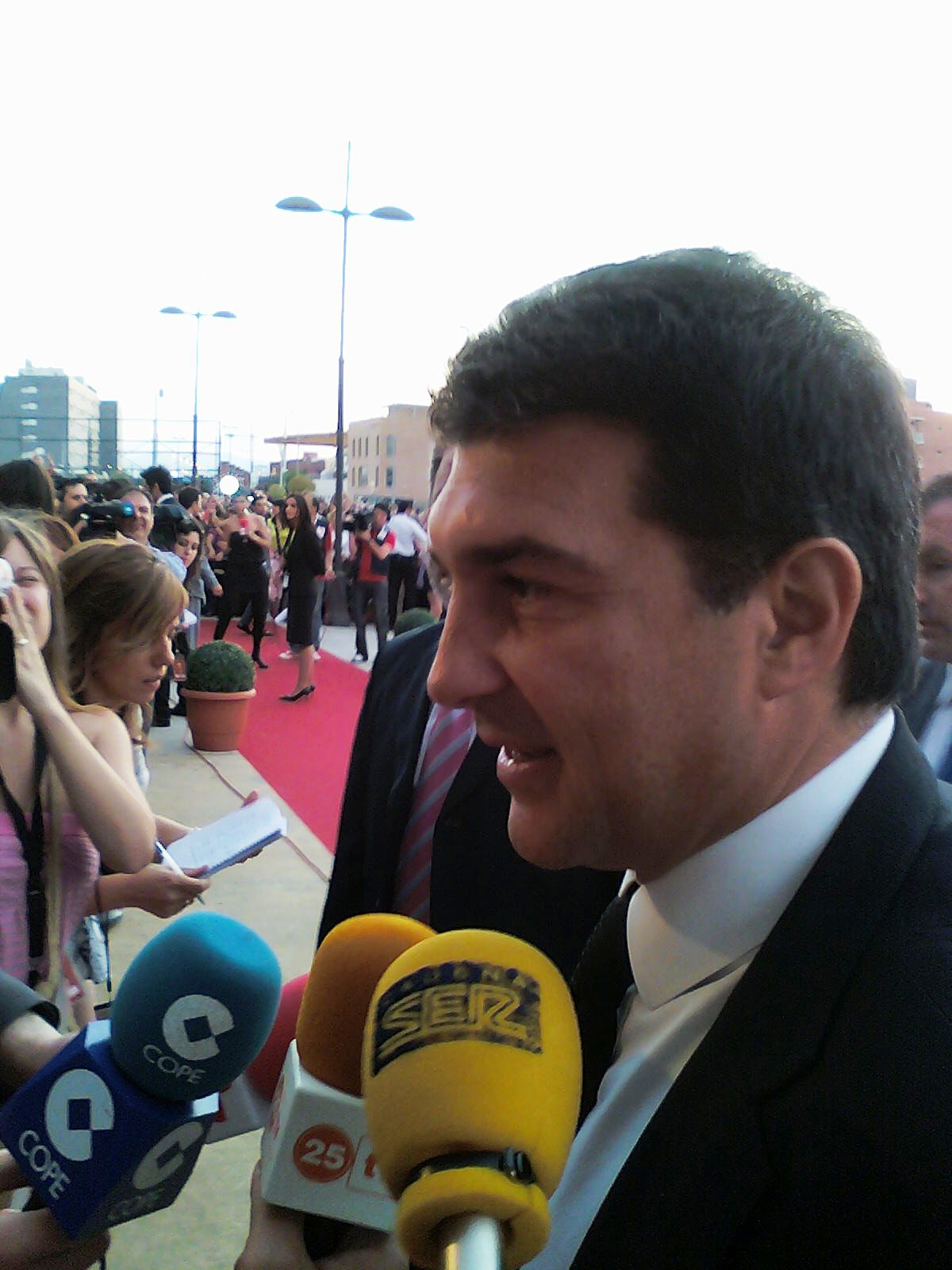
خوان لاپورتا در حال مصاحبه با خبرنگاران در سال ۲۰۰۹

رفتن نونیز و فن خال از باشگاه قابل مقایسه با پیوستن لوییس فیگو به رئال مادرید نبود، فیگو نه تنها کاپیتان دوم تیم بلکه به عنوان قهرمانی قابل ستایش نزد هواداران بارسا شناخته می‌شد، تاجایی که بسیاری از کاتالونیایی‌ها او را از خودشان می‌دانستند. هواداران بارسا که از تصمیم پیوستن فیگو به رقیب دیرینه خود بسیار ناراحت بودند، این ناراحتی را با استقبال خشم‌آلود خود از حضور فیگو در نیوکمپ نشان می‌دادند، حتی در اولین حضور او در نیوکمپ به سمتش یک‌کله خوک و شیشه پر ویسکی پرتاب کردند. در سال ۲۰۰۰ خوان گسپارت جایگزین نونیز شد و به مدت سه سال در این سمت باقی‌ماند. در این مدت باشگاه شاهد رفت‌وآمد مربیان بود. در نهایت فن خال برای بار دوم به باشگاه بازگشت ولی از آنجایی که نتیجه مثبتی حاصل نشد، فن خال و گسپارت هر دو استعفاء دادند.
پس از دوران ناموفق گسپارت، باشگاه با ترکیبی از مسئولین جوان به اوج بازگشت. خوان لاپورتا جایگزین گسپارت شد و فرانک ریکارد بازیکن سابق تیم ملی فوتبال هلند به عنوان مربی بارسا انتخاب شد. تأثیر بازیکنان بین‌المللی و ترکیب آن‌ها با بازیکنان اسپانیایی تیم را به سمت کسب موفقیت مجدد سوق داد. بارسا توانست در سال ۲۰۰۵–۲۰۰۴ لا لیگا و سوپر جام اسپانیا را فتح کند و قرار دادی با رونالدینیو، بازیکن سال فوتبال جهان ۲۰۰۶ ببندد.
در فصل ۲۰۰۶–۲۰۰۵ بارسا مجدداً قهرمان لا لیگا و سوپر جام اسپانیا شد. در فینال لیگ قهرمانان بارسلونا در مقابل آرسنال قرار گرفت، درحالی که آرسنال تا پیش از ۱۵ دقیقه پایان بازی با ۱۰ بازیکن پیروز میدان بود، بارسا توانست نتیجه بازی را ۲–۱ به نفع خود تغییر دهد و جام را بعد از ۱۴ سال بالای سر بگیرد. در همان سال بارسلونا در جام باشگاه‌های جهان نیز شرکت کرد و در فینال با گل دقیقه ۸۲ حریف برزیلی خود، مغلوب اینترناسیونال شد. اگرچه بارسلونا فصل ۲۰۰۷–۲۰۰۶ را با قدرت شروع کرد، اما در پایان بدون کسب هیچ عنوانی فصل را به پایان رساند. بعدها اردوی پیش از فصل در ایالات متحده که منجر به مصدومیت ساموئل اتوئو و لیونل مسی شد، به عنوان دلیل عدم موفقیت باشگاه اعلام شد.
در لا لیگا که بارسا در بیشتر فصل‌ها در جایگاه اول قرار داشت، در سال جدید بی‌ثباتی باشگاه فرصتی برای پیشی گرفتن رئال مادرید و قهرمانی آنان شد. فصل ۲۰۰۸–۲۰۰۷ برخلاف سال‌های گذشته موفقیتی برای باشگاه به همراه نداشت و در پی آن جوزپ گواردیولا مربی تیم دوم بارسلونا در پایان فصل جایگزین ریکارد شد.
بارسا در فینال کوپا دل ری ۲۰۰۹ با شکست ۴–۱ اتلتیک بیلبائو برای ۲۵امین بار قهرمان این رقابت‌ها شد. سه روز پس از آن شکست رئال مادرید در رقابت‌های لا لیگا جام را برای بارسلونا در فصل ۲۰۰۹–۲۰۰۸ به ارمغان آورد. بارسا در حالی فصل را به پایان رساند که در ورزشگاه المپیک رم، منچستر یونایتد فاتح سال قبل جام باشگاه‌ها را با نتیجه ۲–۰ شکست داد و سومین عنوان قهرمانی جام باشگاه‌ها را فتح کرد. در نتیجه برای اولین بار در اسپانیا اولین سه‌گانه را به دست آورد. بارسا با شکست مجدد اتلتیک بیلبائو در فینال سوپر جام اسپانیا ۲۰۰۹ و پیروزی در مقابل شاختار دونتسک در فینال سوپر جام اروپا ۲۰۰۹ دو جام دیگر را نیز بالای سر برد. در دسامبر ۲۰۰۹، بارسا جام باشگاه‌های جهان ۲۰۰۹ را نیز فتح کرد و اولین تیم تاریخ فوتبال شد که شش‌گانه جام‌ها را توانست کسب کند. همچنین بارسلونا با فتح لا لیگا با ۹۰ امتیاز و فتح سوپر جام برای نهمین بار توانست دو رکورد تازه در فوتبال اسپانیا به ثبت برساند.

### رفتن لاپورتا و آمدن راسل (۲۰۱۴–۲۰۱۰)

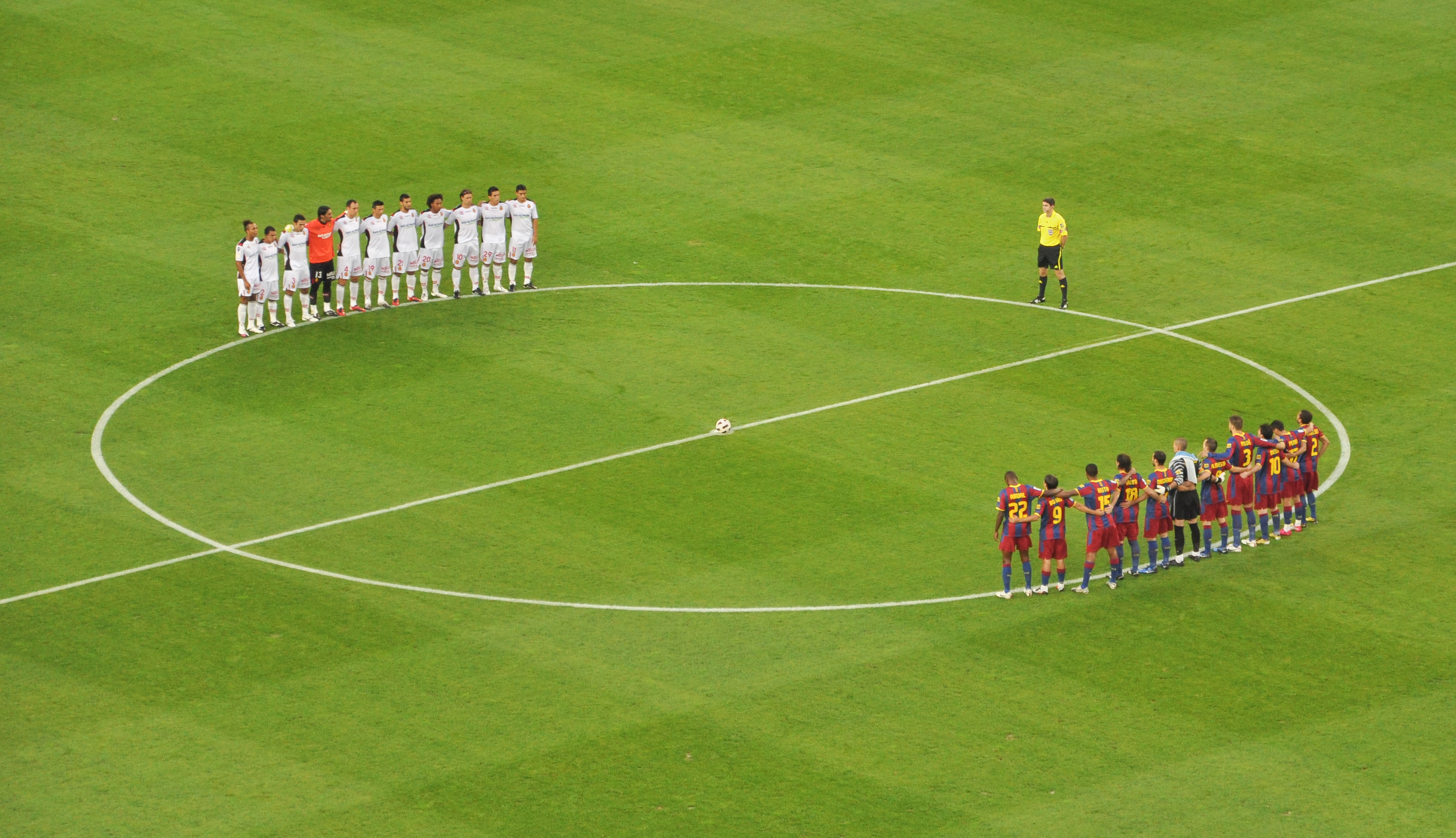
آغاز مسابقه فوتبال بین دو تیم باشگاه فوتبال بارسلونا و رئال مایورکا در چارچوب مسابقات لا لیگا فصل ۲۰۱۱–۲۰۱۰ (تاریخ سوم اکتبر ۲۰۱۰)

بعد از کناره‌گیری لاپورتا در ژوئن ۲۰۱۰، ساندرو راسل بعد از مدتی کوتاه به عنوان مدیر جدید باشگاه انتخاب شد. رأی‌گیری برای انتخاب مدیر جدید در ۱۳ ژوئن ۲۰۱۱ برگزار شد و راسل توانست با کسب ۶۱٫۳۵٪ (تعداد ۵۶٬۰۸۸ رأی) کل آرای مأخوذه به ریاست باشگاه برسد. او سپس توانست داوید ویا را با ۴۰ میلیون یورو از والنسیا
و خاویر ماسچرانو را با ۱۹ میلیون یورو از لیورپول
به همراه دو بازیکن دیگر در نوامبر ۲۰۱۰ به خدمت بگیرد. بارسلونا توانست در اولین ال کلاسیکو در فصل ۲۰۱۰–۱۱، رئال مادرید را با حساب ۵–۰ شکست دهد و همچنین در آن فصل توانست برای سومین سال پیاپی با ۹۶ امتیاز فاتح لا لیگا شود.
در آوریل ۲۰۱۱ بارسلونا که به فینال کوپا دل ری راه یافته‌بود در این مرحله مقابل رئال مادرید قرار گرفت و بازی را با حساب ۱–۰ در مستایا واگذار کرد.
در ماه مه نیز، بارسلونا در فینال لیگ قهرمانان اروپا با شکست دادن منچستر یونایتد با حساب ۳–۱ در ورزشگاه ومبلی لندن که از یک لحاظ تکرار فینال سال ۲۰۰۹ محسوب می‌شد، برای چهارمین بار قهرمان اروپا شد.
اما در فصل ۱۲–۲۰۱۱ چندان موفق ظاهر نشد و پس از واگذار کردن لا لیگا به رئال مادرید سپس در نیمه نهایی لیگ قهرمانان مغلوب تیم چلسی شد و از دور مسابقات کنار رفت. آن‌ها در این فصل تنها کوپا دل ری را با پیروزی ۰–۳ مقابل تیم اتلتیک بیلبائو به‌دست آوردند. در پایان فصل پپ گواردیولا از هدایت بارسا کناره‌گیری کرد. باشگاه پس از کنار رفتن او تیتو ویلانوا را که پیش از این به عنوان مربی و دستیار گواردیولا فعالیت می‌کرد، به سمت سرمربی برگزید. بارسلونا با هدایت تیتو موفق به کسب لا لیگا گشت و بارسلونا تحت هدایت او توانست رکورد بیشترین گل زده در این رقابت‌ها را بشکند. همچنین بارسا در این فصل به نیمه‌نهایی در جام حذفی و لیگ قهرمانان رسید اما از راهیابی به فینال دو تورنمنت بازماند. در اواسط فصل به علت بازگشت سرطانش و برای درمان به آمریکا سفر کرده بود و جوردی رورا هدایت بارسا را در غیاب او بر عهده داشت. در پایان فصل ویلانوا برای درمان سرطانش از هدایت بارسا کناره‌گیری کرد، او در ۲۵ آوریل ۲۰۱۴ درگذشت. پس از تیتو، خراردو مارتینو به عنوان سرمربی باشگاه انتخاب شد.

### استعفای راسل و آمدن بارتومئو (۲۰۲۱–۲۰۱۴)
در کنار کسب افتخارات و موفقیت‌های فراوان در فوتبال، باشگاه تحت هدایت ساندرو راسل با مشکلات متعددی مواجه شد و نهایتاً، در آغاز سال ۲۰۱۴ به دلیل اتهامات طرح شده در قضیه انتقال نیمار، تحت پیگرد قرار گرفت و مجبور به استعفا شد. سپس، جوزپ ماریا بارتومئو، نایب رئیس بارسلونا، جانشین وی شد. بارتومئو در انتخاباتی که در سال ۲۰۱۵ برگزار شد مجدداً برای این سمت انتخاب شد. در همین حین، دادستانی اسپانیا علیه وی و جانشینش، بارتومئو، درخواست زندان کرد. البته در اوایل سال ۲۰۱۶، هم راسل و هم بارتومئو از اتهامات مبنی بر فرار مالیاتی در ماجرای انتقال نیمار تبرئه شدند. در طی مدیریت بارتومئو، بارسلونا با جرایمی از سوی یوفا و فیفا مواجه بوده است. از جمله جریمه به علت حمل پرچم کاتالونیا توسط هواداران این تیم در رقابت‌های اروپایی توسط یوفا و جریمه محرومیت یک ساله از جذب بازیکن جدید به علت عدم رعایت قانون در جذب بازیکنان زیر ۱۸ سال برای آکادمی فوتبال خود توسط فیفا که شرایط دشواری را برای باشگاه رقم زد. همچنین، در طول این مدت بارتومئو بشدت از سوی رئیس اسبق باشگاه، لاپورتا تحت انتقاد بوده است و لاپورتا به همراه کرویف مدیریت بارسلونا را متهم کرده‌اند که صرفاً به منافع اقتصادی توجه دارند و ارزش‌های باشگاه نظیر یونیسف و لاماسیا به فراموشی سپرده شده است. از سوی دیگر، بارسلونا با چالش‌های ناشی از استقلال‌طلبی کاتالان و تأثراتش بر باقی ماندن باشگاه در رقابت‌های اسپانیا دست به گریبان است.
پس از اینکه خراردو مارتینو در سال ۲۰۱۴ نتوانست هیچ جام مهمی را کسب کند، با باشگاه قطع همکاری کرد. پس از او لوییز انریکه، بازیکن سابق تیم، در سال ۲۰۱۵ هدایت بارسا را بر عهده گرفت. او توانست در همان سال برای بار دیگر برای باشگاه یک سه‌گانه را به ارمغان بیاورد. و عنوان بهترین مربی سال ۲۰۱۵ فیفا را کسب کند. انریکه طی دو سال توانست ۸ جام از ۱۰ جام ممکن را کسب کند و تبدیل به یکی از پرافتخارترین مربیان تاریخ باشگاه شده است. در این مسیر، وی دست به خریدهای متعددی زد و ۳۴۳ میلیون یورو را صرف خرید ۱۶ بازیکن جدید کرد. همچنین بارسلونا با ثبت ۱۸۰ گل زده در سال ۲۰۱۵ میلادی رکورد بیشترین گل زده توسط یک باشگاه در یک سال را شکست. در ۱۰ فوریه، بارسلونا توانست برای ششمین بار در طی هشت سال گذشته، با مساوی ۱–۱ در بازی برگشت کوپا دل ری (بازی رفت ۷–۰ به سود بارسا به پایان رسید) مقابل والنسیا، به فینال رقابت‌های جام حذفی اسپانیا در فصل ۲۰۱۵–۲۰۱۶ صعود کند و از طرفی بارسلونای انریکه توانست رکورد بارسای پپ (۲۰۱۰–۲۰۱۱) را در مجموع بازی‌های بدون شکست در عدد ۲۸ بشکند. با برد ۵–۱ مقابل تیم رایو وایکانو در ۳ مارس، بارسلونا به رکورد ۳۵ بازی بدون شکست رسید و رکورد رئال مادرید را، که در فصل ۱۹۸۸–۱۹۸۹ توانسته بود ۳۴ بازی در تمام رقابت‌ها شکست نخورد، شکست. سرانجام در تاریخ ۲ آوریل ۲۰۱۶ نوار شکست ناپذیری‌های بارسلونا پس از ۳۹ بازی با باخت ۲–۱ مقابل رئال مادرید در ورزشگاه نیوکمپ متوقف شد. در ۱۴ مه ۲۰۱۶، بارسلونا با برد ۳–۰ مقابل گرانادا در آخرین روز از فصل ۲۰۱۵–۲۰۱۶، ششمین عنوان قهرمانی لا لیگا را در طی هشت سال گذشته برنده شد. در نهایت بارسلونا فصل ۲۰۱۵–۲۰۱۶ را با دوگانه کردن (قهرمان کوپا دل ری و قهرمان لا لیگا) به پایان رساند.
بارسلونا فصل ۲۰۱۶–۲۰۱۷ را با قهرمانی در سوپر جام اسپانیا شروع کرد. آن‌ها توانستند با غلبه ۳–۰ بر سویا (مجموع ۵–۰) در تارخ ۱۸ اوت ۲۰۱۶ قهرمان شوند و دوازدهمین جام را با خود به خانه ببرند. این فصل برای بارسلونا فراز و نشیب‌های زیادی داشت، چرا که با باخت به تیم‌های نسبتاً ضعیف عنوان قهرمانی لا لیگا را تنها با سه اختلاف امتیاز به رئال تقدیم کردند. تنها جامی که بارسلونا در این فصل گرفت کوپا دل ری بود. در لیگ قهرمانان اروپا ۱۷–۲۰۱۶، در ۸ مارس ۲۰۱۷، بارسلونا در بازی برگشت مقابل پاری سن ژرمن توانست بزرگ‌ترین بازگشت لیگ قهرمانان را با پیروزی ۶–۱ رقم بزند. تا قبل از این بازی، در تاریخ لیگ قهرمانان، هیچ تیمی نتوانسته بود بازی ۴–۰ باخته را ببرد و صعود کند. از دیگر دستاوردهای باشگاه در این فصل پیروزی مقابل ۵ تیم مطرح لا لیگا (رئال مادرید، اتلتیکو مادرید، آتلتیک بیلبائو، سویا و والنسیا) برای اولین بار در خانه‌هایشان بود. سرانجام در تاریخ ۲۹ مه ۲۰۱۷ لوئیز انریکه از مربیگری بارسلونا برکنار شد و بازیکن سابق باشگاه، ارنستو والورده هدایت تیم را برای دو فصل و یک فصل توافقی به عهده گرفت.

### بازگشت لاپورتا و جدایی مسی (حال–۲۰۲۱)
در پی شیوع کورونا و بحران اقتصادی که بر عرصه ورزش تأثیر گذاشت، هیئت مدیره باشگاه تصمیم به برگزاری انتخابات برای تعیین ریاست کرد و در ۷ مارس ۲۰۲۱، خوان لاپورتا با کسب ۵۴٫۲۸ درصد آرا در انتخابات ریاست باشگاه پیروز شد.
بارسلونا یا پیروزی ۴–۰ مقابل اتلتیک بیلبائو در فینال، سی و یکمین کوپا دل ری خود را به دست آورد که اولین جام باشگاه تحت هدایت رونالد کومان بود. در ۵ اوت ۲۰۲۱، علیرغم توافق بارسلونا و لیونل مسی و قصد آشکار هر دو طرف برای امضای قراردادی جدید، این معامله به دلیل موانع مالی و ساختاری ناشی از مقررات لیگ اسپانیا انجام نشد. پنج روز بعد اعلام شد که مسی به عنوان یک بازیکن آزاد به پاری سن ژرمن در لیگ ۱ فرانسه پیوسته است و دوران حضور ۲۱ ساله‌اش در بارسلونا پایان می‌یابد. لیونل مسی با انجام ۷۷۸ بازی و به ثمر رساندن ۶۷۲ گل در بارسلونا، برترین گلزن تاریخ باشگاه بوده است و توانست در این دوران ۳۵ عنوان رسمی را کسب نماید و دومین بازیکن با بیشترین عناوین تیمی تنها در یک باشگاه شود (تنها رایان گیگز در منچستریونایتد عناوین بیشتری نسبت به مسی دارد).

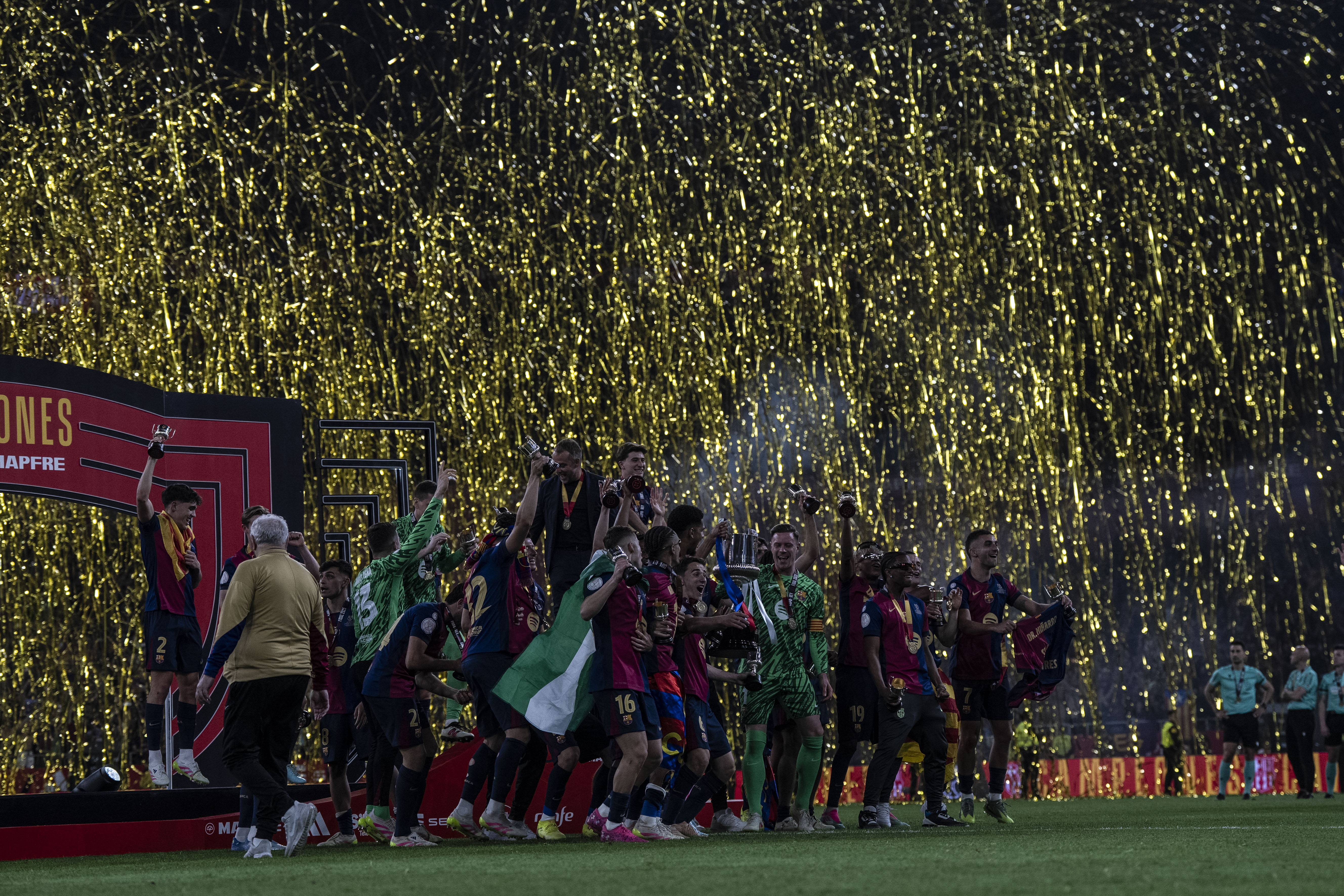
جشن قهرمانی بارسلونا برای جام حذفی اسپانیا (کوپا دِل ری)؛ پس از پیروزی ۳-۲ مقابل رئال مادرید در وقت‌های اضافی فینال.

بارسلونا با کسب رده سوم در مرحله گروهی لیگ قهرمانان اروپا ۲۲–۲۰۲۱، برای اولین بار در طی ۱۷ سال به لیگ اروپا رسید و از مرحله پلی‌آف حذفی در این لیگ رقابت کرد.در ۲۸ اکتبر ۲۰۲۱، کومان از سرمربی‌گری باشگاه اخراج شد و در ۶ نوامبر ژاوی با قراردادی سه ساله، به عنوان سرمربی جدید باشگاه معرفی شد. در فصل ۲۵–۲۰۲۴، هانسی فلیک جانشین ژاوی شد و او با توجه به مشکلات مالی باشگاه، به جوانان میدان داد. بارسلونا با میانگین سنی ۲۵ سال، جوانترین تیم لالیگا بود و درخشش استعدادهایی همچون لامین یامال ۱۷ ساله، پائو کوبارسی ۱۸ ساله، پدری ۲۲ ساله و…، علاقه‌مندان به فوتبال را شگفت‌زده کرد. فلیک که تنها دنی اولمو و پائو ویکتور را در پنجره نقل و انتقالات به تیم افزود، توانست در جام حذفی و لا لیگا قهرمان شود و در لیگ قهرمانان هم در جمع چهار تیم پایانی بود.
تیم هندبال بارسلونا در ۲۰۲۰–۲۱ توانست با نتایجی درخشان، در هر شش تورنمنتی که در آن شرکت کرده‌بود عنوان قهرمانی را به دست آورد و بهترین باشگاه هندبال اروپا شود. در همین فصل تیم زنان باشگاه فوتبال بارسلونا نیز توانست در لیگ قهرمانان اروپای زنان به مقام قهرمانی دست یابد و در فینال تیم زنان چلسی را با چهار گل شکست داد. تیم زنان همچنین در این فصل لیگ و جام حذفی (کوپا دلا رینا) در اسپانیا را هم بُرد و نخستین تیم زنان اسپانیایی شد که به سه‌گانه دست می‌یابد. پنج نفر از این تیم نامزد بهترین بازیکن برای دریافت توپ طلا شدند که نهایتاً الکسیا پوتلاس برنده شد و جنیفر هرموسو در جایگاه دوم قرار گرفت.

## هواداران باشگاه

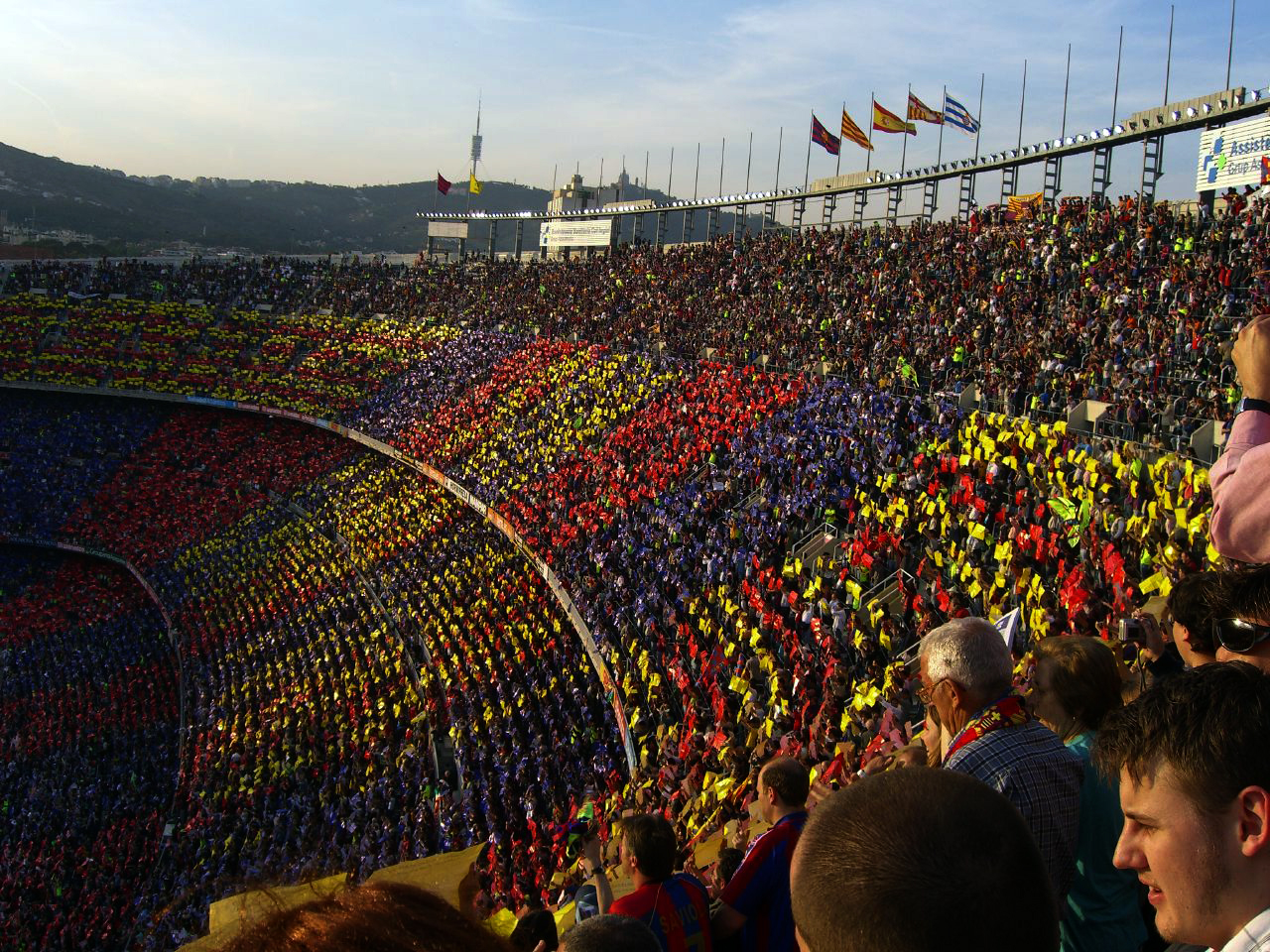
طرفداران بارسا در نیوکمپ

کولس، از نام‌های مستعار طرفداران بارسلونا است. گفته می‌شود ۲۵٪ از جمعیت اسپانیا طرفدار بارسلونا هستند و بعد از رئال مادرید که ۳۲٪ از اسپانیایی‌ها هوادار آن هستند، بارسا در جایگاه دوم قرار می‌گیرد. جایگاه سوم نیز به تیم والنسیا با ۵٪ حامی تعلق دارد. در اروپا بارسا اولین تیم محبوب این قاره است. تعداد اعضای باشگاه از فصل ۲۰۰۳–۰۴ از ۱۰۰٬۰۰۰ نفر به ۱۷۰٬۰۰۰ نفر تا سپتامبر ۲۰۰۹ افزایش قابل توجهی داشته است.
علاوه بر عضویت، در ژوئن ۲۰۱۰، به‌طور رسمی ۱٬۳۳۵ نفر در نقاط مختلف جهان در انجمن هواداران بارسا ثبت نام کرده‌اند. انجمنهای هواداران وظیفه تبلیغ بارسلونا در محل‌های مختلف را دارند و در مقابل در حین بازدید از بارسلونا خدمات مفیدی دریافت می‌کنند. همچنین بارسا هواداران بسیار برجسته‌ای تاکنون داشته که در این میان می‌توان به پاپ ژان پل دوم که عضو افتخاری باشگاه بود یا خوزه زاپاترو که نخست‌وزیر فعلی اسپانیا است اشاره کرد.

### ال کلاسیکو
رقابت شدید میان دو تیم قوی‌تر در لیگ‌های ملی بسیار معمول است و این در مورد لا لیگا نیز صدق می‌کند، جایی که به بازی میان بارسلونا و رئال مادرید ال کلاسیکو (به اسپانیایی: El Clásico) می‌گویند. از ابتدا این دو تیم به عنوان نماینده دو منطقه و شهر رقیب، کاتالونیا و کاستیل شناخته می‌شوند. این رقابت بازتابی از تنش‌های فرهنگی و سیاسی میان دو منطقه است که از جنگ داخلی اسپانیا نشئت می‌گیرد.
در مدت دیکتاتوری پریمو ده ریورا و به‌خصوص فرانسیسکو فرانکو (۱۹۳۹–۱۹۷۵) تمامی فرهنگ‌های محلی مورد سرکوب قرار گرفتند و تمام زبان‌های رایج در اسپانیا جز کاستیلایی ممنوع اعلام شدند. مردم کاتالان به یک نماد برای ابراز آزادی‌خواهی نیاز داشتند و بارسا تبدیل به فراتر از یک باشگاه (به کاتالان: Més que un club) برای کاتالان‌ها شد. به گفتهٔ مانوئل واسکس مونتالبان، پیوستن به بارسلونا بهترین راه برای کاتالان‌ها بود تا هویت خود را نشان دهند، این راه نسبت به پیوستن به جنبش‌های ضد فرانکو کم هزینه‌تر بود و امکان ابراز مخالفت را به آن‌ها می‌داد. اگرچه، در دوران رژیم فرانکو، بارسا به دلیل روابط خوب کادر مدیریتی‌اش با دیکتاتور، کم منفعت نبرد و حتی دو جایزه به او دادند.
از سوی دیگر رئال مادرید در بسیاری از موارد به عنوان تجسمی از تمرکز ظلم حاکمیت، رژیم فاشیستی و فراتر از آن بود. (سانتیاگو برنابئو که ورزشگاه رئال به نام اوست از افرادیست که علیه ملی‌گرایی فرانکو جنگید). به هر شکل در طول جنگ داخلی اسپانیا، اعضای هر دوتیم نظیر جوزپ سانیول و رافائل سانچز گوئرا متحمل آسیب‌هایی از سوی هواداران فرانکو شدند.
در دهه ۱۹۵۰، زمانی که بحث انتقال آلفردو دی استفانو مطرح شد، اختلاف دو باشگاه تشدید یافت. در نهایت، او رئال مادرید را انتخاب کرد و در آن فصل باعث موفقیت آن‌ها نیز شد. در دهه ۱۹۶۰، زمانی که در دو بازی بحث‌انگیز از دور حذفی جام باشگاه‌های اروپا به مصاف هم رفتند، رقابت آنها به سطح اروپا رسید، جایی که رئال مادرید با تصمیم جنجالی داور، توسط بارسا حذف شد. مصاف دو تیم در نیمه نهایی لیگ قهرمانان اروپا ۲۰۰۲، از سوی رسانه‌های اسپانیا «رقابت قرن» نام گرفت و بیش از ۵۰۰ میلیون نفر شاهد پیروزی رئال در آن بازی‌ها بودند. از بازی‌هایی که با آشوب و جشن‌های گل به یاد ماندنی از آنها یاد می‌شود (که اغلب با تمسخر حریف همراه بود) یکی ال کلاسیکو سال ۲۰۰۹ بود، زمانی که کارلس پویول، کاپیتان بارسلونا، بازوبند کاپیتانی‌اش را که نقش پرچم کاتالان بر روی آن بود در مقابل هواداران خشمگین مادرید در سانتیاگو برنابئو بوسید. در سال ۲۰۱۷، لیونل مسی برای جشن گل پیروزی‌بخش خود در دقیقه ۹۳، پیراهنش را درآورد و آن را برای هواداران خشمگین رئال مادرید بالا برد، در حالی که نام و شماره پیراهنش رو به روی آنها بود.
نتیجهٔ رقابت‌ها
به روز شده در ۲۰ مارس ۲۰۲۲
| رقابت            | بازی‌ها | بردها       | بردها    | تساوی‌ها | گل‌ها        | گل‌ها     | بردهای خانگی | بردهای خانگی | تساوی‌های خانگی | تساوی‌های خانگی | بردهای خارج از خانه | بردهای خارج از خانه |
| رقابت            | بازی‌ها | رئال مادرید | بارسلونا | تساوی‌ها | رئال مادرید | بارسلونا | رئال مادرید  | بارسلونا     | رئال مادرید    | بارسلونا       | رئال مادرید         | بارسلونا            |
| ---------------- | ------ | ----------- | -------- | ------- | ----------- | -------- | ------------ | ------------ | -------------- | -------------- | ------------------- | ------------------- |
| لا لیگا          | ۱۸۴    | ۷۶          | ۷۳       | ۳۵      | ۲۹۵         | ۲۹۵      | ۵۴           | ۵۰           | ۱۵             | ۲۰             | ۲۳                  | ۲۲                  |
| کوپا دل ری       | ۳۵     | ۱۲          | ۱۶       | ۸       | ۶۷          | ۷۰       | ۵            | ۷            | ۵              | ۳              | ۵                   | ۴                   |
| کوپا دی لا لیگا  | ۶      | ۰           | ۲        | ۴       | ۸           | ۱۳       | ۰            | ۱            | ۲              | ۲              | ۱                   | ۰                   |
| سوپر جام اسپانیا | ۱۵     | ۹           | ۴        | ۲       | ۳۳          | ۲۰       | ۶            | ۴            | ۱              | ۱              | ۰                   | ۲                   |
| لیگ قهرمانان     | ۸      | ۳           | ۲        | ۳       | ۱۳          | ۱۰       | ۱            | ۱            | ۲              | ۱              | ۱                   | ۲                   |
| کل مسابقات       | ۲۴۹    | ۱۰۰         | ۹۷       | ۵۲      | ۴۱۵         | ۴۰۸      | ۶۶           | ۶۳           | ۲۵             | ۲۷             | ۳۰                  | ۲۹                  |
| دوستانه          | ۳۳     | ۴           | ۱۹       | ۱۰      | ۴۴          | ۸۶       | ۳            | ۱۱           | ۴              | ۶              | ۱                   | ۸                   |
| کل بازی‌ها        | ۲۸۲    | ۱۰۴         | ۱۱۶      | ۶۲      | ۴۶۱         | ۴۹۷      | ۶۹           | ۷۴           | ۳۰             | ۳۳             | ۳۱                  | ۳۸                  |

### دربی بارسلونا
رقیب منطقه‌ای بارسا، اسپانیول است. برخلاف بارسا که هیئت مدیره اولیه آن از ملیت‌های مختلف بودند. این تیم توسط علاقه‌مندان به فوتبال اسپانیا تأسیس شد و سپس از حمایت پادشاه برخوردار گشت. اسپانیول آشکارا به عنوان یک تیم ضد بارسلونایی تأسیس شد و آن‌ها همواره بارسا را به عنوان یک تیم بیگانه می‌دیدند. از آنجایی که مردم کاتالونیا اسپانیول را به عنوان نماینده‌ای از مادرید می‌دیدند، رقابت‌ها جدی‌تر شد. زمین اصلی باشگاه اسپانیول در منطقه اعیان‌نشین ساریا بود.
اسپانیول به‌طور سنتی به‌خصوص در زمان حکومت فرانکو، به زعم اکثریت شهروندان بارسلونا به عنوان ترویج‌کننده مشروعیت حکومت شناخته می‌شد و این در تضاد کامل با روحیه انقلابی بارسلونایی‌ها بود. در ۱۹۱۸ که بحث خودمختاری مطرح شده بود اسپانیول شروع به مخالفت با آن کرد. بعدها اسپانیول در کنار فاشیست‌ها از گروه‌های حامی فالانژ که می‌خواستند به جنگ داخلی بپیوندند حمایت می‌کرد. باوجود این تفاوت‌های فکری، دربی به‌خاطر تفاوت اهداف هر دو باشگاه، بیشتر برای هواداران اسپانیول اهمیت داشته تا بارسلونا. در سال‌های اخیر رقابت میان دو باشگاه کمتر رنگ و بوی سیاسی داشته و باشگاه اسپانیول نیز نام رسمی و سرود باشگاه را از اسپانیایی به کاتالان ترجمه کرده است.
اگرچه در تاریخ لا لیگا بیشتر دربی‌ها منطقه‌ای هستند، این رقابت نامعمول نیز کاملاً با برتری بارسلونا همراه بوده است. اسپانیول در تمام طول ۷۰ سال گذشته تنها سه بار بالاتر از بارسلونا قرار داشته و در مسابقات جام حذفی کاتالونیا تنها در سال ۱۹۵۷ موفق به پیروزی در برابر بارسا شده است. همچنین بهترین نتیجه‌ای که اسپانیول تاکنون از شهرآورد بارسلونا به دست آورده ۶–۰ در سال ۱۹۵۱ بوده است. اسپانیول در فصل ۲۰۰۹–۲۰۰۸ با کسب پیروزی ۲–۱ در مقابل بارسا تنها تیمی است که توانسته سه بار در یک فصل بارسلونا را در نیوکمپ شکست بدهد.

## درآمد و دارایی
در ۲۰۱۰، مجله فوربز با اعلام ثروت باشگاه بارسلونا در حدود ۷۵۲ میلیون یورو، آن‌ها را در جایگاه چهارم پس از منچستر یونایتد، رئال مادرید و آرسنال به عنوان ثروتمندترین باشگاه جهان قرار داد. طبق گفته دلویت، بارسلونا با درآمد ۳۶۶ میلیون یورو در همین سال، جایگاه دوم را پس از رئال مادرید که ۴۰۱ میلیون یورو درآمد دارد به دست آورده است.
حسابرسی‌های دلویت در ژوئیه ۲۰۱۰ نشان می‌دهد بارسلونا ۴۴۲ میلیون یورو بدهی دارد. این رقم دقیقاً ۵۸ درصد از کل دارایی‌ها بارسلونا است که فوربز آن را اعلام کرده بود. مدیر جدید باشگاه این بدهی‌ها را ناشی از مشکلات ساختاری دانسته است.

## رکوردها

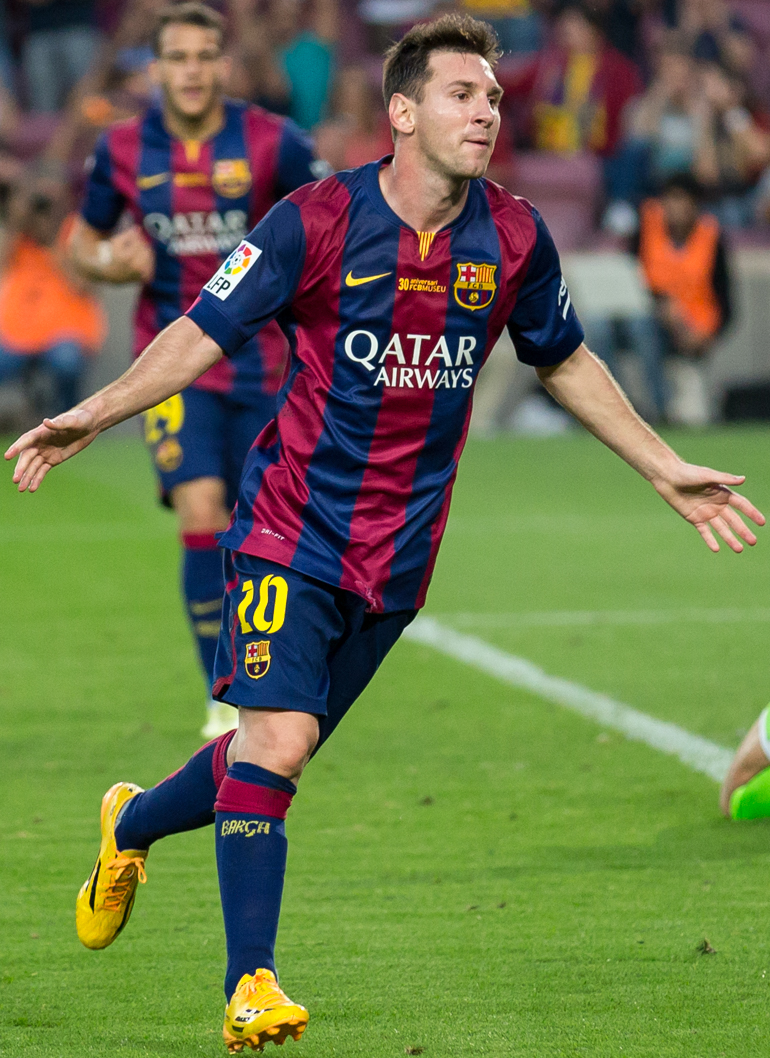
لیونل مسی، برترین گلزن تاریخ باشگاه بارسلونا و رکورددار بیشترین بازی در تاریخ این باشگاه

لیونل مسی با ۷۷۸ بازی، رکورددار بیشترین بازی برای بارسلونا است.در رتبه دوم، ژاوی با ۷۶۷ بازی قرار دارد. مسی همچنین برترین گلزن تاریخ باشگاه فوتبال بارسلونا تاکنون با ۶۷۲ گل است. مسی این عنوان را از پائولینو آلکانترا (۳۶۹ گل) که به مدت ۸۷ سال رکورددار بود گرفت. او همچنین برترین پاسور تاریخ بارسلونا با ۳۰۵ پاس گل، برترین گلزن این باشگاه در رقابت‌های اروپایی با ۱۲۴ گل، مسابقات بین‌المللی با ۱۳۲ گل و برترین گلزن تاریخ لا لیگا با به ثمر رساندن ۴۷۴ گل است. او همچنین با کسب ۳۵ قهرمانی با بارسلونا، پرافتخارترین بازیکن تاریخ این باشگاه است. در کنار مسی، چهار بازیکن دیگر قرار دارند که توانسته‌اند بیش از صد گل برای بارسلونا بزنند: لوییس سوارز (۱۹۷)، سزار (۱۹۰)، لاسلو کوبالا (۱۳۱)، و ساموئل اتوئو (۱۰۸). در رقابت‌های کوپا دل ری، جوزپ سامیتیر با زدن ۶۵ گل رکورددار است.
لاسلو کوبالا رکورددار بیشترین گل زده در یک بازی است که با زدن هفت گل به اسپورتینگ گیخون در سال ۱۹۵۲ این رکورد را به دست آورد. در رقابت‌های لیگ قهرمانان، مسی با به ثمر رساندن پنج گل در یک بازی مقابل بایر لورکوزن در سال ۲۰۱۲ رکورد دار است. الوجیو مارتینز بهترین گلزن بارسلونا مقابل یک باشگاه در یک دوره لیگ شد وقتی که در سال ۱۹۵۷ به تیم اتلتیکو مادرید هفت گل زد.
دروازه‌بان‌های بارسلونا در کسب جایزه زامورا رکورددار هستند (۲۰ جایزه). آنتونی رامالتس و ویکتور والدز که موفق‌ترین بازیکنان در کسب این جایزه هستند، هر کدام پنج بار این جایزه را برده‌اند. والدز با میانگین دریافت ۰٫۸۳۲ گل در هر بازی در لا لیگا رکورددار است همچنین او با ۸۹۶ دقیقه بسته نگه داشتن دروازه اش توانست رکورد دیگری را نیز در لا لیگا به ثبت برساند. کلادیو براوو هم ۷۵۴ دقیقه بدون شکست را در لا لیگا تجربه کرد که از این حیث رکورددار است.
در ۲ فوریه ۲۰۰۹ بارسا به مجموع ۵۰۰۰ گل زده در لا لیگا رسید. گل ۵۰۰۰ام بارسا را مسی در بازی مقابل ریسینگ سانتاندر که بانتیجه ۲–۱ به نفع بارسلونا تمام شد، به ثمر رساند. در ۱۸ دسامبر ۲۰۰۹ بارسا با شکست ۲–۱ استیودیانتس ششمین جام قهرمانی خود را در یک سال به دست آورد تا اولین و تنها باشگاه اسپانیایی تاریخ فوتبال لقب بگیرد که فاتح سه‌گانه و شش‌گانه شده است. همچنین بارسلونا با فتح ۳۲ کوپا دی ری و ۱۵ سوپر جام اسپانیا، رکورددار قهرمانی در این رقابت‌هاست.
در ۳ مارس ۱۹۸۶ در بازی یک چهارم نهایی جام اروپا، بارسا به میزبانی یوونتوس رفت که در آن بازی ۱۲۰٬۰۰۰ نفر به تماشای بازی پرداختند و رکورد بیشترین حضور حامیان بارسا رقم خورد. با توجه به نوسازی ورزشگاه در ۱۹۹۰ و قانون منع امکان تماشای بازی به صورت ایستاده احتمالاً این رکورد هرگز نمی‌شکند، زیرا ظرفیت ورزشگاه ۹۹٬۳۵۴ نفر است.

## لوگوها و لباس‌ها
لوگو اصلی باشگاه به شکل تاجی دربالای تصویر به یادگار تاج و تخت آراگون و خفاشی نماد شاه جیمز بود که به دو شاخه یکی از درخت برگ بو و دیگری نخل احاطه شده است. در سال ۱۹۱۰ بارسلونا بین اعضای خود یک مسابقه طراحی برای طراحی نماد باشگاه برگزار کرد که کارلس کومامالا از بازیکنان باشگاه برنده آن شد. پیشنهاد کومامالا با تغییراتی جزئی همچنان به عنوان نماد باشگاه باقی‌مانده است. طرح اولیه شامل تاج و صلیب سنت جورج در قسمت بالا گوشهٔ چپ با پرچم کاتالان در کنار آن و رنگ تیم در پایین بود.

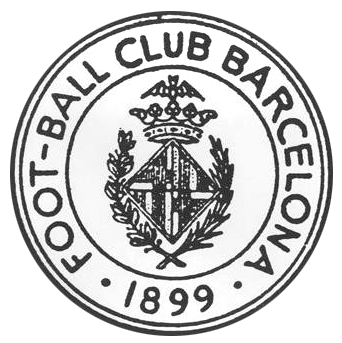
نشان واره باشگاه بارسلونا از سال ۱۸۹۹-۱۹۰۰
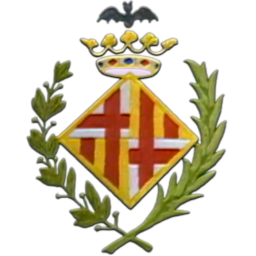
نشان واره بارسلونا الهام گرفته از نشان واره شهر بارسلون از ۱۹۰۰ تا ۱۹۱۰

رنگ‌های آبی و قرمز در پیراهن برای اولین بار در دیدار مقابل هیسپانیا در سال ۱۹۰۰ استفاده شد. چندین نظریه در رابطه با طراحی لباس آبی و قرمز بارسلونا وجود دارد. پسر یکی از اولین مدیران باشگاه، آرتور ویتی مدعیست که ایده این طرح لباس به پدرش تعلق دارد و او لباس را بر اساس لباس تیم مدرسه بازرگانی تیلور پیشنهاد کرده است. نظریه دیگر برطبق گفته تونی استالبر نویسنده است که رنگ‌ها را متعلق به جمهوری اول ماکسیمیلیان روبسپیر می‌داند. گذشته از دو نظریه قبلی، رایج‌ترین نظریه در کاتالونیا این است که خوان گمپر رنگ لباس بارسا را از تیم سابقش، بازل انتخاب کرده است.
بارسلونا از زمان تأسیس هرگز تبلیغ هیچ شرکتی را بر روی پیراهن خود نداشته است. در ۱۴ ژوئیه ۲۰۰۶ باشگاه خبر عقد قراردادی ۵ ساله را با یونیسف اعلام کرد، طبق این قرارداد لوگوی یونیسف در این مدت بر روی پیراهن تیم قرار می‌گرفت و هرسال مبلغ ۱٫۵ میلیون یورو کمک مالی از طرف بنیاد باشگاه فوتبال بارسلونا به یونیسف پرداخت می‌شد. بنیاد باشگاه فوتبال بارسلونا در سال ۱۹۹۴ بر پایهٔ تصمیم رئیس کمیتهٔ سیاست‌گذاری‌های اقتصادی باشگاه به عنوان نهادی برای جمع‌آوری کمک و جلب پشتیبان‌های مالی برای سازمان‌های غیر ورزشی راه‌اندازی شد. از سال ۲۰۰۴ شرکت‌ها می‌توانند با پرداخت ۴۰ الی ۶۰ هزار پوند در سال یکی از ۲۵ عضو افتخاری بنیاد شوند. همچنین جمع دیگری متشکل از ۴۸ عضو وجود دارد که سالانه ۱۴٬۰۰۰ پوند پرداخت می‌کنند. علاوه بر این عده‌ای دیگر از حامیان با پرداخت سالانه ۴٬۰۰۰ پوند وجود دارند. باید توجه داشت که مدرکی از دخالت جدی اعضای افتخاری در سیاست‌های باشگاه در دست نیست، هرچند بر طبق گفته آنتونی کینگ «بعید است که اعضای افتخاری بنیاد در تصمیم‌گیری‌های باشگاه دخالتی نداشته باشند».
بارسلونا با عقد قراردادی به مبلغ ۱۵۰ میلیون یورو با بنیاد قطر به مدت پنج سال بالاخره به عدم پذیرش اسپانسر لباس خود پایان داد. این قرارداد از فصل ۱۲–۲۰۱۱ آغاز شد.
| اولین طرح پیراهن باشگاه در سال ۱۸۹۹ | رنگ و طرح سنتی لباس بارسلونا از دهه ۱۹۲۰ | تنها در فصل ۱۶–۲۰۱۵ بارسلونا از طرح راه‌راه افقی استفاده کرد. | در فصل ۲۰–۲۰۱۹ برای اولین بار از طرح شطرنجی استفاده شد. | برای فصل ۲۲–۲۰۲۱، لباس با الهام از نماد باشگاه طراحی شد. |

### حامیان مالی و تولیدکنندگان لباس

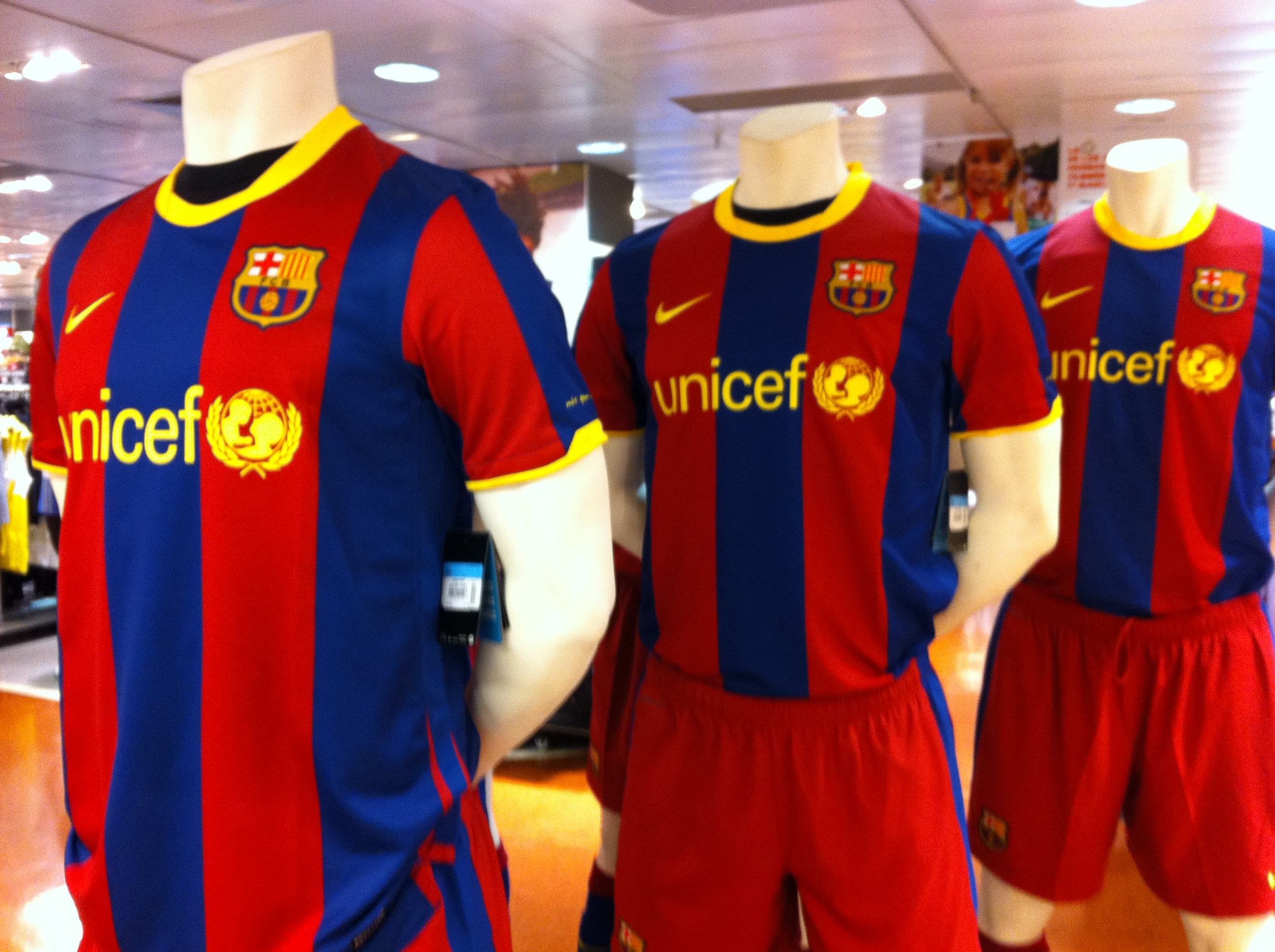
نایکی از سال ۱۹۹۸، تولیدکننده رسمی لباس‌های باشگاه فوتبال بارسلونا بوده است.

| دوره      | تولیدکننده لباس | حامی مالی اصلی                     | حامی مالی فرعی |
| --------- | --------------- | ---------------------------------- | -------------- |
| ۱۹۸۲–۱۸۹۹ | نداشت           | نداشت                              | نداشت          |
| ۱۹۹۲–۱۹۸۲ | میبا            | نداشت                              | نداشت          |
| ۱۹۹۸–۱۹۹۲ | کاپا            | نداشت                              | نداشت          |
| ۲۰۰۶–۱۹۹۸ | نایکی           | نداشت                              | نداشت          |
| ۲۰۱۱–۲۰۰۶ | نایکی           | یونیسف                             | نداشت          |
| ۲۰۱۳–۲۰۱۱ | نایکی           | بنیاد قطر                          | یونیسف         |
| ۲۰۱۴–۲۰۱۳ | نایکی           | هواپیمایی قطر (۳۰ میلیون یورو/سال) | یونیسف         |
| ۲۰۱۷–۲۰۱۴ | نایکی           | هواپیمایی قطر (۳۰ میلیون یورو/سال) | بکو و یونیسف   |
| ۲۰۲۱–۲۰۱۷ | نایکی           | راکوتن (۵۵ میلیون یورو/سال)        | بکو و یونیسف   |
| ۲۰۲۲–۲۰۲۱ | نایکی           | راکوتن (۵۵ میلیون یورو/سال)        | یونیسف         |
| ۲۰۲۲–     | نایکی           | اسپاتیفای                          |                |

## ورزشگاه

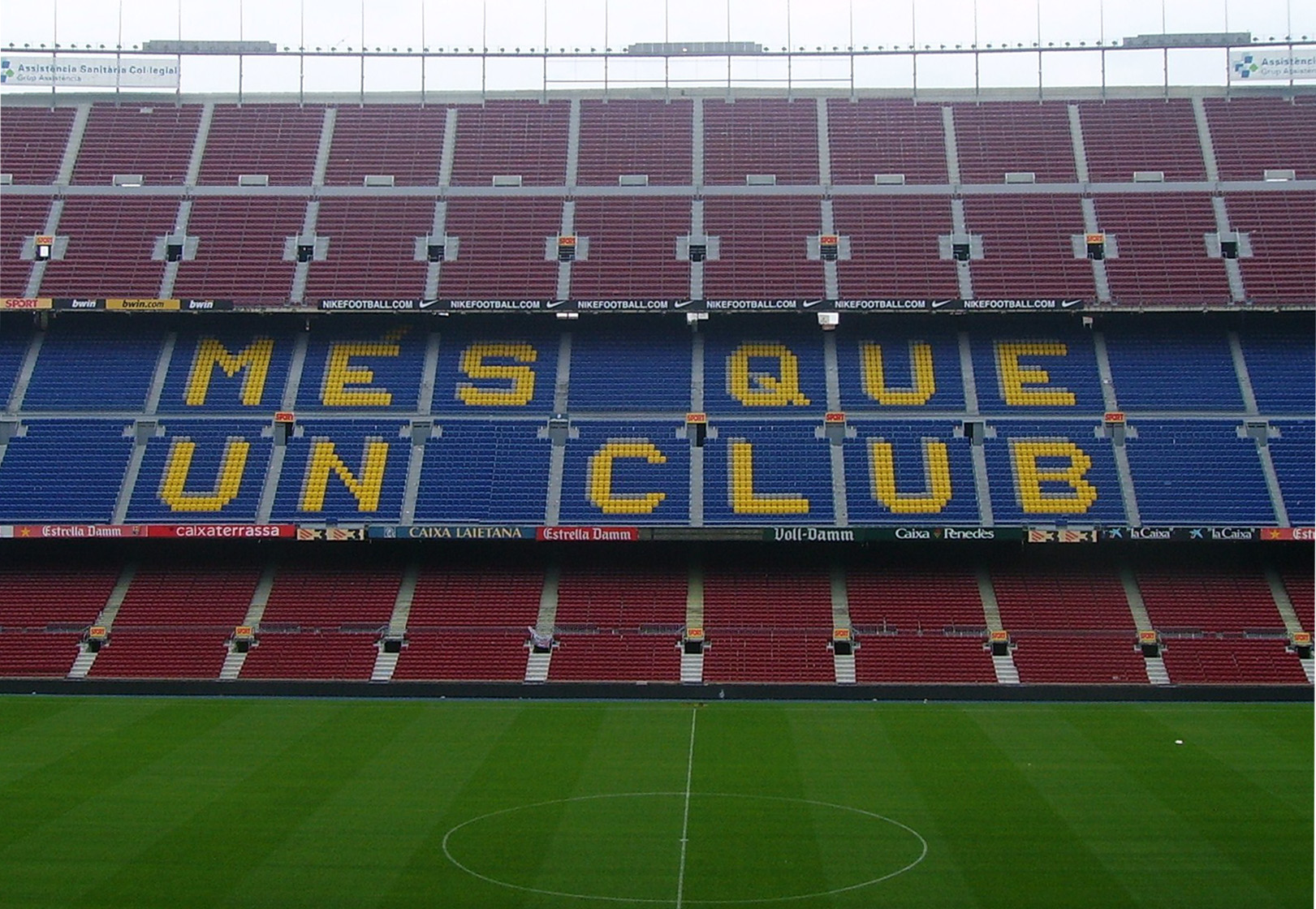
یکی از شعارهای بارسلوناهک شده بر روی جایگاه تماشاچیان، "Més que un club" که به معنی فراتر از یک باشگاه است.

اولین زمین بارسلونا، ورزشگاه اینداستریا با ظرفیت ۱۰٬۰۰۰ نفر بود. مسئولین باشگاه در آن زمان امکانات این ورزشگاه را برای یک باشگاه در حال رشد کافی نمی‌دانستند. در ۱۹۲۲ جمعیت هواداران به ۲۰٬۰۰۰ نفر رسید و با کمک مالی آن‌ها، باشگاه توانست ورزشگاه بزرگتری به نام لس کورتس بسازد که ظرفیت اولیه آن ۲۰٬۰۰۰ نفر بود. بعد از جنگ داخلی اسپانیا، باشگاه شروع به جذب تماشاچی و اعضای بیشتر برای حضور در مسابقات کرد. افزوده شدن به تعداد طرفداران، اسباب گسترش ورزشگاه را فراهم کرد، گسترش ورزشگاه در چندین پروژه شامل: گسترش جایگاه تماشاچیان در ۱۹۴۴، گسترش بخش جنوبی ورزشگاه در ۱۹۴۶ و گسترش بخش شمالی در ۱۹۵۰ صورت گرفت، در نهایت ظرفیت ورزشگاه پس از پایان توسعه آن به ۶۰٬۰۰۰ نفر رسید.

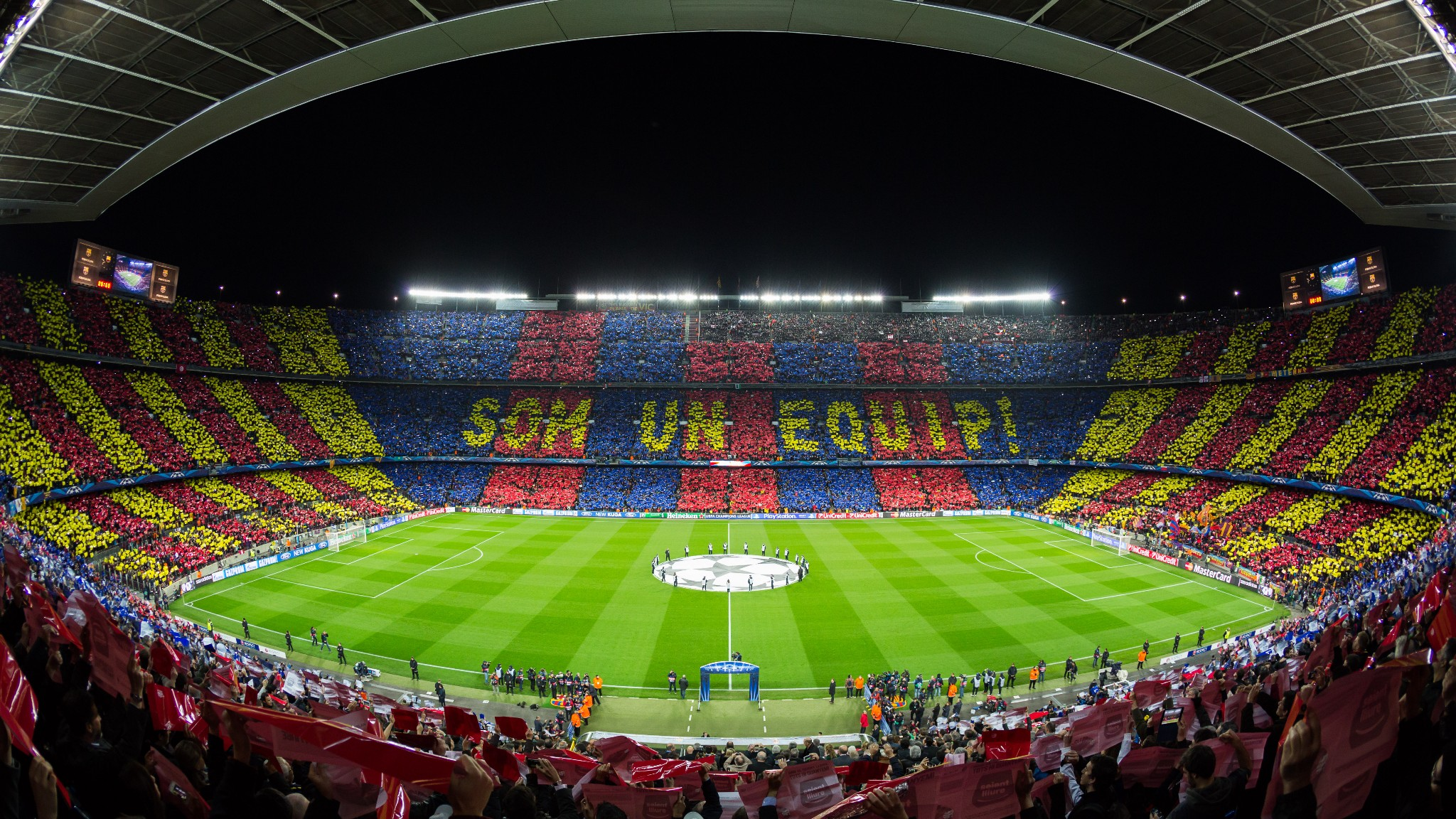
نمایی دیگر از نیوکمپ

پس از تکمیل ورزشگاه لس کورتس دیگر امکان گسترش دادن آن وجود نداشت. با کسب قهرمانی در سال‌های ۱۹۴۸ و ۱۹۴۹ در مسابقات لا لیگا و پیوستن کوبالا در ژوئن ۱۹۵۰ به بارسا، که بعدها مجموعاً ۱۹۶ گل در ۲۵۶ بازی به ثمر رساند، هواداران و تماشاچیان تیم بیشتر شدند. از این رو باشگاه مجدداً برای تهیه یک ورزشگاه جدید دست به کار شد. در ۲۸ مارس ۱۹۵۴ ساخت ورزشگاه در مقابل ۶۰٬۰۰۰ هزار تن از طرفداران باشگاه آغاز شد. اولین سنگ ورزشگاه نیوکمپ زیر نظر فرماندار فلیپه آکدو کلوگنا و با دعای خیر اسقف اعظم بارسلونا گرگوریو مودریگو در جای خود قرار گرفت. در ۲۴ سپتامبر ۱۹۵۷ پس از سه سال ساخت ورزشگاه به پایان رسید و ۲۸۸ میلیون پستا هزینه ساخت آن شد.
در سال ۱۹۸۰ جهت بازسازی ورزشگاه مطابق استانداردهای یوفا، باشگاه برای تأمین هزینه‌های بازسازی در قبال نوشتن نام هواداران بر روی آجرهای مورد استفاده، هزینه‌ای از آن‌ها دریافت می‌کرد. این طرح مورد استقبال طرفداران و حتی مردم قرار گرفت اگرچه بعدها زمانی‌که یکی از رسانه‌های مادرید گزارشی از آجری با نام هک شده سانتیاگو برنابئو یسته، یکی از مدیران با سابقه و حامیان فرانکو تهیه کرد، جنجال بسیاری ایجاد شد. ظرفیت ورزشگاه در حال حاضر ۹۹٫۳۵۴ نفر است که بزرگ‌ترین ورزشگاه اروپا نیز هست. این ورزشگاه همچنین در بازی‌های المپیک تابستانی ۱۹۹۲، میزبان برخی از مسابقات نیز بوده است.
در سال ۲۰۲۲ پس از به فروش گذاشتن حق اسم ورزشگاه نیوکمپ، شرکت اسپاتیفای این حق اسم را به همراه تبلیغات و کارگذاری باشگاه را در قراردادی سه ساله خریداری کرد و قرار بر این شد که در فصل جدید نام ورزشگاه به نیو اسپاتیفای تغییر کند.
ورزشگاه شامل بخش‌های دیگری نیز هست:
- - سیوتات اسپورتیوا خوان گمپر (زمین تمرین تیم فوتبال بارسلونا)
  - لاماسیا (آکادمی جوانان باشگاه)
  - مینی استادی (ورزشگاه خانگی تیم دوم)
  - پالائو بلوگرانا (سالن اختصاصی باشگاه)
  - پالائو بلوگرانا ۲ (سالن اختصاصی دوم باشگاه)
  - پالائو دی گل (پیست یخ باشگاه)

## افتخارات
| سطح     | رقابت              | قهرمانی‌ها | فصل‌ها |
| ------- | ------------------ | --------- | --- |
| داخلی   | لا لیگا            | ۲۸        | ۱۹۲۹، ۴۵–۱۹۴۴، ۴۸–۱۹۴۷، ۴۹–۱۹۴۸، ۵۲–۱۹۵۱، ۵۳–۱۹۵۲، ۵۹–۱۹۵۸، ۶۰–۱۹۵۹، ۷۴–۱۹۷۳، ۸۵–۱۹۸۴، ۹۱–۱۹۹۰، ۹۲–۱۹۹۱، ۹۳–۱۹۹۲، ۹۴–۱۹۹۳، ۹۸–۱۹۹۷، ۹۹–۱۹۹۸، ۰۵–۲۰۰۴، ۰۶–۲۰۰۵، ۰۹–۲۰۰۸، ۱۰–۲۰۰۹، ۱۱–۲۰۱۰، ۱۳–۲۰۱۲، ۱۵–۲۰۱۴، ۱۶–۲۰۱۵، ۱۸–۲۰۱۷، ۱۹–۲۰۱۸، ۲۳–۲۰۲۲، ۲۵–۲۰۲۴    |
| داخلی   | کوپا دل ری         | ۳۲        | ۱۹۱۰، ۱۹۱۲، ۱۹۱۳، ۱۹۲۰، ۱۹۲۲، ۱۹۲۵، ۱۹۲۶، ۱۹۲۸، ۱۹۴۲، ۱۹۵۱، ۱۹۵۲، ۵۳–۱۹۵۲، ۱۹۵۷، ۵۹–۱۹۵۸، ۶۳–۱۹۶۲، ۶۸–۱۹۶۷، ۷۱–۱۹۷۰، ۷۸–۱۹۷۷، ۸۱–۱۹۸۰، ۸۳–۱۹۸۲، ۸۸–۱۹۸۷، ۹۰–۱۹۸۹، ۹۷–۱۹۹۶، ۹۸–۱۹۹۷، ۰۹–۲۰۰۸، ۱۲–۲۰۱۱، ۱۵–۲۰۱۴، ۱۶–۲۰۱۵، ۲۰۱۶–۱۷، ۱۸–۲۰۱۷، ۲۱–۲۰۲۰، ۲۵–۲۰۲۴ |
| داخلی   | سوپر جام اسپانیا   | ۱۵        | ۱۹۸۳، ۱۹۹۱، ۱۹۹۲، ۱۹۹۴، ۱۹۹۶، ۲۰۰۵، ۲۰۰۶، ۲۰۰۹، ۲۰۱۰، ۲۰۱۱، ۲۰۱۳، ۲۰۱۶، ۲۰۱۸، ۲۰۲۳، ۲۰۲۵ |
| داخلی   | کوپا اوا دیورته    | ۳         | ۱۹۴۸، ۱۹۵۲، ۱۹۵۳ |
| داخلی   | کوپا دی لالیگا     | ۲         | ۱۹۸۳، ۱۹۸۶ |
| اروپایی | لیگ قهرمانان اروپا | ۵         | ۹۲–۱۹۹۱، ۰۶–۲۰۰۵، ۰۹–۲۰۰۸، ۱۱–۲۰۱۰، ۱۵–۲۰۱۴ |
| اروپایی | جام در جام اروپا   | ۴         | ۷۹–۱۹۷۸، ۸۲–۱۹۸۱، ۸۹–۱۹۸۸، ۹۷–۱۹۹۶ |
| اروپایی | سوپرجام اروپا      | ۵         | ۱۹۹۲، ۱۹۹۷، ۲۰۰۹، ۲۰۱۱، ۲۰۱۵ |
| اروپایی | فیرز کاپ           | ۳         | ۵۸–۱۹۵۵، ۶۰–۱۹۵۸، ۶۶–۱۹۶۵ |
| اروپایی | کوپا لاتینا        | ۲         | ۱۹۴۹، ۱۹۵۲ |
| جهانی   | جام باشگاه‌های جهان | ۳         | ۲۰۰۹، ۲۰۱۱، ۲۰۱۵ |

- رکورددار
- م٫ رکورد مشترک

در سال ۲۰۱۵، بارسلونا جام نه ارزش را دریافت کرد، که جایزه برنامه اجتماعی بین‌المللی کودکان، فوتبال برای دوستی بود.

## بازیکنان
تا تاریخ ۲۷ ژوئیه ۲۰۲۵
| شماره |          | پست       | بازیکن                        |
| ----- | -------- | --------- | ----------------------------- |
| ۱     | آلمان    | دروازه‌بان | مارک-آندره تر اشتگن (کاپیتان) |
| ۲     | اسپانیا  | مدافع     | پائو کوبارسی                  |
| ۳     | اسپانیا  | مدافع     | الخاندرو بالده                |
| ۴     | اروگوئه  | مدافع     | رونالد آرائوخو (کاپیتان دوم)  |
| ۵     | اسپانیا  | مدافع     | اینیگو مارتینز                |
| ۶     | اسپانیا  | هافبک     | گاوی                          |
| ۷     | اسپانیا  | مهاجم     | فران تورس                     |
| ۸     | اسپانیا  | هافبک     | پدری                          |
| ۹     | لهستان   | مهاجم     | روبرت لواندوفسکی              |
| ۱۰    | اسپانیا  | مهاجم     | لامین یامال                   |
| ۱۱    | برزیل    | مهاجم     | رافینیا                       |
| ۱۳    | اسپانیا  | دروازه‌بان | اینیاکی پنیا                  |
| ۱۴    | انگلستان | مهاجم     | مارکوس رشفورد                 |

| شماره |         | پست       | بازیکن           |
| ----- | ------- | --------- | ---------------- |
| ۱۵    | دانمارک | مدافع     | آندریاس کریستنسن |
| ۱۶    | اسپانیا | هافبک     | فرمین لوپز       |
| ۱۷    | اسپانیا | هافبک     | مارک کاسادو      |
| ۲۰    | اسپانیا | هافبک     | دنی اولمو        |
| ۲۱    | هلند    | هافبک     | فرنکی دی یونگ    |
| ۲۳    | فرانسه  | مدافع     | ژول کونده        |
| ۲۴    | اسپانیا | مدافع     | اریک گارسیا      |
| ۲۵    | لهستان  | دروازه‌بان | وویچیخ شچنسنی    |
| ۲۸    | اسپانیا | هافبک     | مارک برنال       |
| ۳۲    | اسپانیا | مدافع     | هکتور فورت       |
|       | اسپانیا | دروازه‌بان | خوآن گارسیا      |
|       | اسپانیا | هافبک     | اوریول رومئو     |
|       | اسپانیا | مدافع     | جرارد مارتین     |

## کادر فنی و مدیریت
| پست              | نام                                                                            |
| ---------------- | ------------------------------------------------------------------------------ |
| سرمربی           | هانزی فلیک                                                                     |
| دستیار سرمربی    | اسکار ارناندز سرخیو آلگره                                                      |
| مربی دروازه‌بان‌ها | خوزه رامون ده لا فونته                                                         |
| مربی بدنسازی     | ایوان تورس                                                                     |
| آنالیزورها       | سرخیو گارسیا تونی لوبو داوید پرتس                                              |
| فیزیوتراپ‌ها      | خوانخو براو ژاوی لینده ژاوی لوپث شاویر الین ژوردی مسایس سباس سالاس دانیل بنیتو |
| پزشکان باشگاه    | ریکارد پرونا شاویر یانگواس دانیل فلوریت                                        |
| نماینده تیم      | کارلس ناوال                                                                    |

| پست                                                    | نام                                      |
| ------------------------------------------------------ | ---------------------------------------- |
| مدیر فوتبال                                            | متئو آلمانی                              |
| مدیر بخش بین‌الملل                                      | یوردی کرایف                              |
| مدیر استعدادیابی اسپانیامدیر استعدادیابی فوتبال جوانان | خوزه ماری باکرو                          |
| مربی بارسلونا بی                                       | سرجی بارخوان                             |
| مدیر فوتبال جوانان                                     | خوزه رامون الکسانکو                      |
| مدیر فنی فوتبال                                        | پاکو سیرویو                              |
| هماهنگ‌کننده فوتبال جوانان                              | آلبرت کاپلیاس ثیگور السانکو تونی ارناندز |
| مربی تیم نوجوانان آ                                    | اسکار لوپز                               |
| مربی تیم نوجوانان بی                                   | ایبان کوادرادو                           |
| سرپرست فوتبال ۱۱ نفره                                  | سرژی میلا                                |
| سرپرست فوتبال ۷ نفره                                   | مارک سرا                                 |
| هماهنگ‌کننده دروازه‌بان‌ها از رده کودکان تا جوانان        | ژسوس اونثوئه                             |

### هیئت مدیره
| سمت                                                    | نام                     |
| ------------------------------------------------------ | ----------------------- |
| رئیس کل                                                | خوآن لاپورتا            |
| معاون اول رئیس کلمدیر مسئول امور ورزشیمدیر بنیاد بارسا | رافائل یوسته            |
| معاون رئیس کلمدیر مسئول حوزه اقتصادی                   | ادوارد رومئو            |
| معاون سازمانی رئیس کل                                  | النا فورت               |
| معاون رئیس کلمدیر مسئول حوزه اجتماعی                   | آنتونیو اسکودرو         |
| معاون رئیس کلمدیر مسئول حوزه بازاریابی                 | ژولی گیو                |
| صندوق‌دار                                               | فران اولیو              |
| دفتردارمدیر مسئول بسکتبال                              | ژوسپ کوبلس              |
| دستیار مدیر در شورای نمایندگان تیم                     | ژوسپ ماریا آلبرت        |
| مدیر مسئول رینک هاکی                                   | شاویر باربانی           |
| مدیر مسئول امور امنیتی                                 | آلفونس کاسترو           |
| مدیر مسئول اسپای بارسا                                 | ژوردی لورادو            |
| مدیر مسئول حوزه اجتماعی                                | ژوسپ ایگنازی ماسیا      |
| مدیر مسئول فوتسال                                      | اورلی ماس               |
| مدیر مسئول فوتبال زنان                                 | شاویر پوچ               |
| مدیر مسئول هندبال                                      | ژوان سوله               |
| مدیر مسئول فوتبال جوانان                               | ژوان سولر               |
| اعضای هیئت مدیره                                       | میکل کمپسآنجل ریودالباس |

آخرین به‌روز رسانی: ۱۷ مارس ۲۰۲۲
منبع: باشگاه فوتبال بارسلونا

## مدل عضویت-مالکیت
باشگاه فوتبال بارسلونا در تاریخ ۳۰ ژوئیه ۲۰۰۸ دارای ۱۶۲۹۷۹ عضو بود که ۱۷ درصد از آنان را غیر اسپانیایی‌ها تشکیل می‌دهند. این اعضا هزینه عضویت سالانه‌ای را پرداخت می‌کنند که به آن‌ها اجازه شرکت در انتخابات مربوط به هیئت مدیره را می‌دهد که ریاست این هیئت مسئولیت اداره باشگاه را در اختیار دارد.
مدل عضویت-مالکیت باشگاه فوتبال بارسلونا مورد توجه اعضای باشگاه‌های فوتبال در انگلستان است که از صنعتی شدن فوتبال نگران بوده و خودشان را تحت بنگاه‌هایی سازمان داده‌اند تا مسئولان باشگاه را مسئول پذیرتر و دخالتشان در ساختار باشگاه را دموکراتیک‌تر کنند.

## تیم‌های بارسلونا در رشته‌های ورزشی دیگر
باشگاه فوتبال بارسلونا علاوه بر فوتبال شامل ۱۴ رشته ورزشی دیگر است که چهار رشته آن شامل بسکتبال، فوتبال داخل سالن، هندبال و اسکیت هاکی جزو تیم‌های حرفه‌ای به حساب می‌آیند و رشته‌های دیگری همچون راگبی، راگبی لیگ و هاکی روی یخ جزو تیم‌های غیرحرفه‌ای محسوب می‌شوند.

### تیم‌های حرفه‌ای باشگاه
تیم بسکتبال باشگاه در ۲۴ اوت ۱۹۲۶ تأسیس شده است. این تیم توانسته است در اسپانیا ۱۶ بار لیگ و ۲۲ بار جام حذفی را فتح کند و همچنین در اروپا توانسته است ۲ بار فاتح یورولیگ شود. آخرین قهرمانی این تیم در لیگ اسپانیا موسوم به لیگا ای‌سی‌بی به قهرمانی در فصل ۱۱–۲۰۱۰ برمی‌گردد.
باشگاه هندبال بارسلونا نیز در ۲۹ نوامبر ۱۹۴۲ تأسیس شده است. تاکنون در لیگا آسوبال به ۱۸ قهرمانی دست یافته است و همچنین ۸ بار فاتح جام قهرمانان اروپا شده است. این تیم آخرین بار در فصل ۱۱–۲۰۱۰ به مقام قهرمانی لیگا آسوبال دست یافت.
تیم فوتسال باشگاه هم به‌طور رسمی در سپتامبر ۱۹۷۸ تأسیس شده است. اگرچه از دو سال قبل از آن به‌طور غیررسمی بازیکنان این تیم، پیراهن راه‌راه بارسلونا را به تن می‌کردند. از افتخارات این تیم می‌توان به فتح مسابقات لیگ اسپانیا، جام اسپانیا و کوپا دل ری در فصل ۱۱–۲۰۱۰ اشاره کرد.
باشگاه اسکیت هاکی بارسلونا نیز در ۱ ژوئن سال ۱۹۴۲ تأسیس شد؛ اگر چه یک سال بعد به علت مشکلات مالی منحل‌شده و سپس در سال ۱۹۴۸ مجدد شروع به کار کرد. این تیم نیز توانسته است در مسابقات جام پادشاه، اوکی لیگا و لیگ اروپا به‌ترتیب ٬۱۸ ۲۳ و ۱۹ بار به مقام قهرمانی برسد.

### تیم‌های غیر حرفه‌ای باشگاه
تیم‌های غیر حرفه‌ای باشگاه شامل رشته‌های بسکتبال با ویلچر، دو و میدانی، راگبی، بیس‌بال، والیبال، هاکی روی چمن، هاکی روی یخ و رقص روی یخ می‌شود.
تیم راگبی باشگاه دارای دو بخش راگبی ۱۵ نفره و راگبی ۱۳ نفره است. تیم راگبی ۱۵ نفره در سال ۱۹۲۴ تأسیس شده است.
تیم هاکی روی یخ باشگاه نیز در سال ۱۹۷۲ تأسیس شده است و بازی‌هایش را در پالائو دِ گل انجام می‌دهد.

### تیم‌های زنان باشگاه
یکی از تیم‌های زنان باشگاه تیم والیبال زنان است که خود به‌طور مستقل فعالیت می‌کند؛ همچنین تیم فوتبال زنان باشگاه هم وجود دارد که زیرمجموعه بخش فوتبال باشگاه محسوب می‌شود.
باشگاه فوتبال زنان بارسلونا در سال ۲۰۰۱ تأسیس شده است. این تیم توانسته است در سال ۲۰۱۱ برای دومین بار فاتح کوپا دل‌لارینا شود.

## واژه‌نامه
1. ↑  (به کاتالان: Futbol Club Barcelona)
2. ↑  (به کاتالان: Barça) لقبی که برای تیم بارسلونا استفاده می‌شود.
3. ↑  (به کاتالان: Blaugrana) لقبی که برای تیم بارسلونا استفاده می‌شود.
4. 1 2  (به کاتالان: culés) لقبی که برای هواداران تیم بارسلونا استفاده می‌شود.
5. ↑  (به کاتالان: Barcelonistes) لقبی که برای هواداران تیم بارسلونا استفاده می‌شود؛ به معنای بارسلونایی‌ها.
6. ↑  (به کاتالان: Blaugranes) لقبی که برای هواداران تیم بارسلونا استفاده می‌شود؛ به معنای آبی و اناری‌ها
7. ↑  (به کاتالان: Azulgranas) لقبی که برای هواداران تیم بارسلونا استفاده می‌شود؛ به معنای آبی و اناری‌ها.
8. ↑  (به کاتالان: Foot-Ball Club Barcelona)